# Bundesinventar der Auengebiete von nationaler Bedeutung

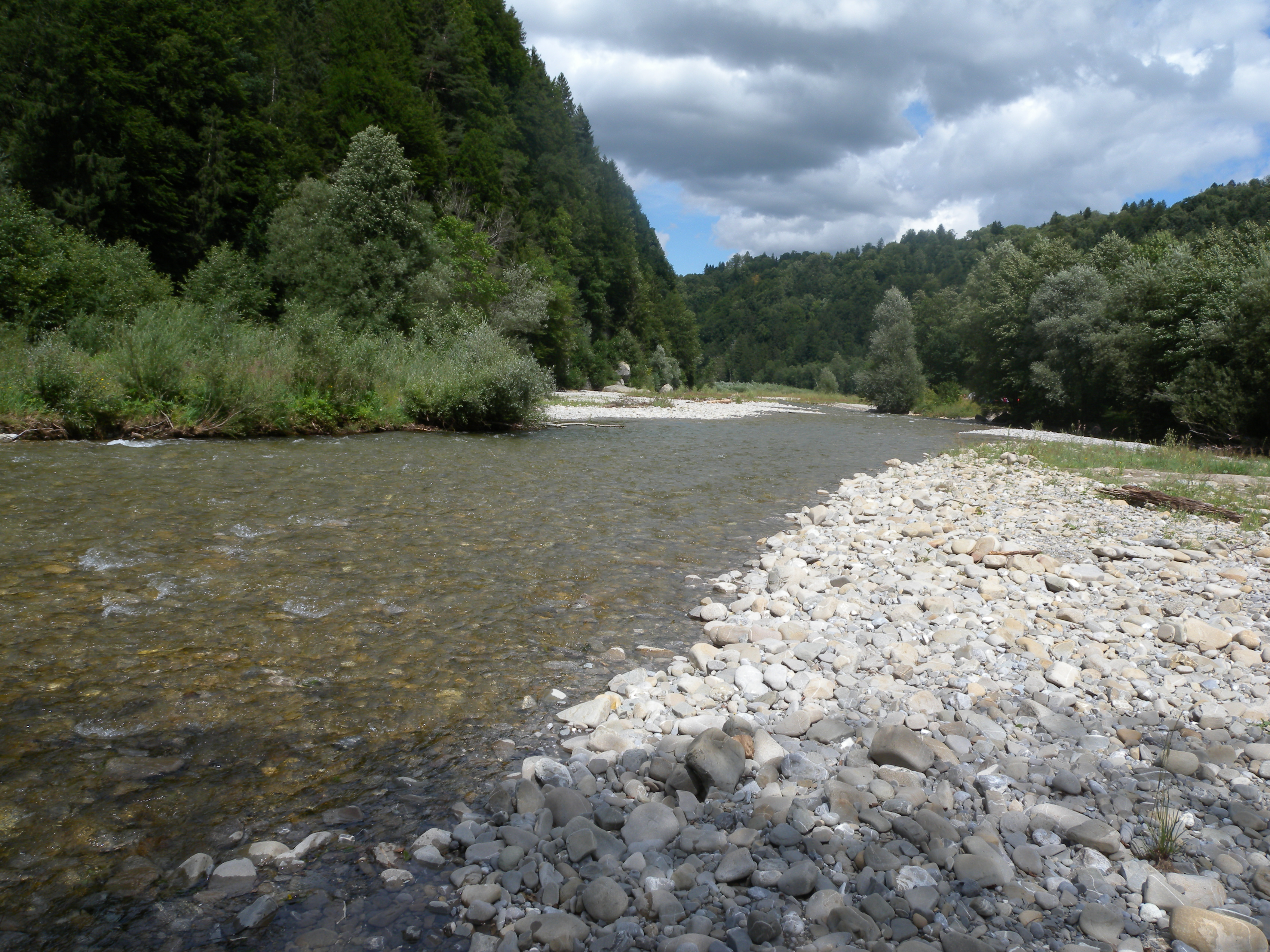
Auenlandschaft im Sensegraben bei der Sodbachbrücke

Das Bundesinventar der Auengebiete von nationaler Bedeutung (französisch Inventaire fédéral des zones alluviales d’importance nationale, italienisch Inventario federale delle zone golenali d’importanza nazionale) entstand durch die Auenverordnung vom 28. Oktober 1992 des Bundesrates. Die Verordnung stützt sich auf den Artikel 18a Absätze 1 und 3 des Bundesgesetzes vom 1. Juli 1966 über den Natur- und Heimatschutz.
Das Innendepartement (EDI) beauftragte im Mai 1981 die Eidgenössische Anstalt für das forstliche Versuchswesen (heute WSL-Institut für Schnee- und Lawinenforschung SLF), die Auen von nationaler Bedeutung zu inventarisieren. 1992 setzte der Bundesrat als zweites Bundesinventar das der Auengebiete von nationaler Bedeutung gemäss Art. 18a Natur- und Heimatschutzgesetz (NHG) mit 169 Objekten in Kraft. In den Jahren 2001, 2003, 2007 und 2017 wurde es revidiert. 2017 waren insgesamt 326 Objekte mit einer Gesamtfläche von 275 km² (das sind rund 0,7 % der Landesfläche) gesetzlich geschützt, von 27 Objekten war der genaue Grenzverlauf noch nicht definitiv festgelegt. 125 Objekte (38 % des Inventars) waren im Jahr 2020 in einem guten Zustand, 155 Objekte (48 %) zeigten sich in einem mittleren Zustand, 46 Objekte (14 %) – alles tiefer gelegene Auen unterhalb der alpinen Stufe – waren in einem schlechten Zustand.

## Aufgabenverteilung zwischen Bund und Kantonen
In der Auenverordnung ist festgelegt, wer im Zusammenhang mit den inventarisierten Auengebiete wofür verantwortlich ist. Demnach ist auf nationaler Ebene der Bund dafür zuständig, alle Auengebiete von nationaler Bedeutung in einem Inventar zu erfassen, die Liste der im Inventar verzeichneten Objekte publik zu machen, Ziele festzulegen, Schutz- und Unterhaltsmassnahmen zu beschliessen und gesetzlich vorgeschriebene Entschädigungen auszurichten. Die Kantone haben in Zusammenarbeit mit den Standortgemeinden der national bedeutenden Auengebiete die Aufgabe, die Massnahmen umzusetzen und dem Bund Bericht zu erstatten.

## Auentypen
Die Auenobjekte kommen vom Tiefland bis in die Alpen vor und erscheinen als Flussauen, Seeufer, Deltas, Gletschervorfelder oder alpine Schwemmebenen. Aufgrund der verschiedenen Ausprägungen des Wasserhaushalts, ihrer Natürlichkeit, Dynamik, Vegetation, Höhenlage und Region sind die Objekte im Aueninventar einem bestimmten Auentyp zugeordnet.

## Schutzziel
Ziel der Auenverordnung ist die ungeschmälerte Erhaltung der inventarisierten Gebiete. Insbesondere sind die auenspezifische einheimische Pflanzen- und Tierwelt und ihre ökologischen Voraussetzungen, die geomorphologische Eigenart und die natürliche Dynamik des Gewässer- und Geschiebehaushalts zu erhalten und soweit sinnvoll wiederherzustellen.

## IUCN-Kategorie
Sämtliche hier aufgelisteten Auengebiete erfüllen die Bedingungen der Kategorie IV der International Union for Conservation of Nature and Natural Ressources (IUCN): Das heisst, es sind Gebiete, für deren Einrichtung und Erhaltung spezielle Eingriffe erfolgen. Die unter Schutz gestellten Gebiete werden regelmässig kontrolliert, die jeweiligen Massnahmen den lokalen Gegebenheiten angepasst. Denn Gebiete im Gebirge erfordern andere Massnahmen als Gebiete im Flachland, und Auengebiete vom Typ Fliessgewässer andere als jene vom Typ Seeufer oder Delta.

## Nationale und internationale Datenbank

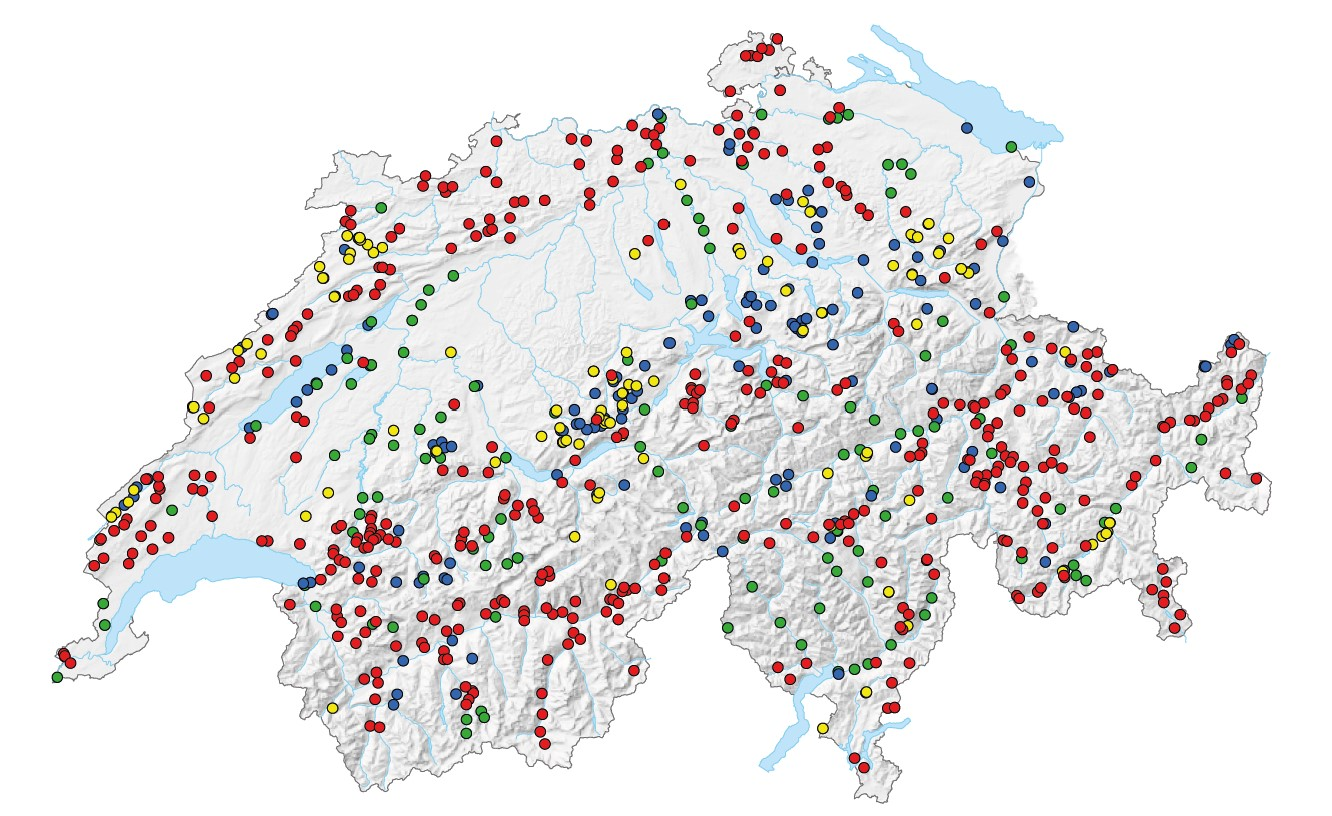
Verteilung der Stichprobenobjekte des Moduls Vegetation in den verschiedenen Biotopen von nationaler Bedeutung in der Schweiz. Blau: Flachmoore; gelb: Hochmoore; rot: Trockenwiesen und -weiden; grün: Auen.

Die Europäische Umweltagentur (European Environment Agency) koordiniert die Daten der europäischen Mitglieder. Die inventarisierten Auengebiete der Schweiz führen in der internationalen Datenbank den Code «CH03».

## Wirkungskontrolle

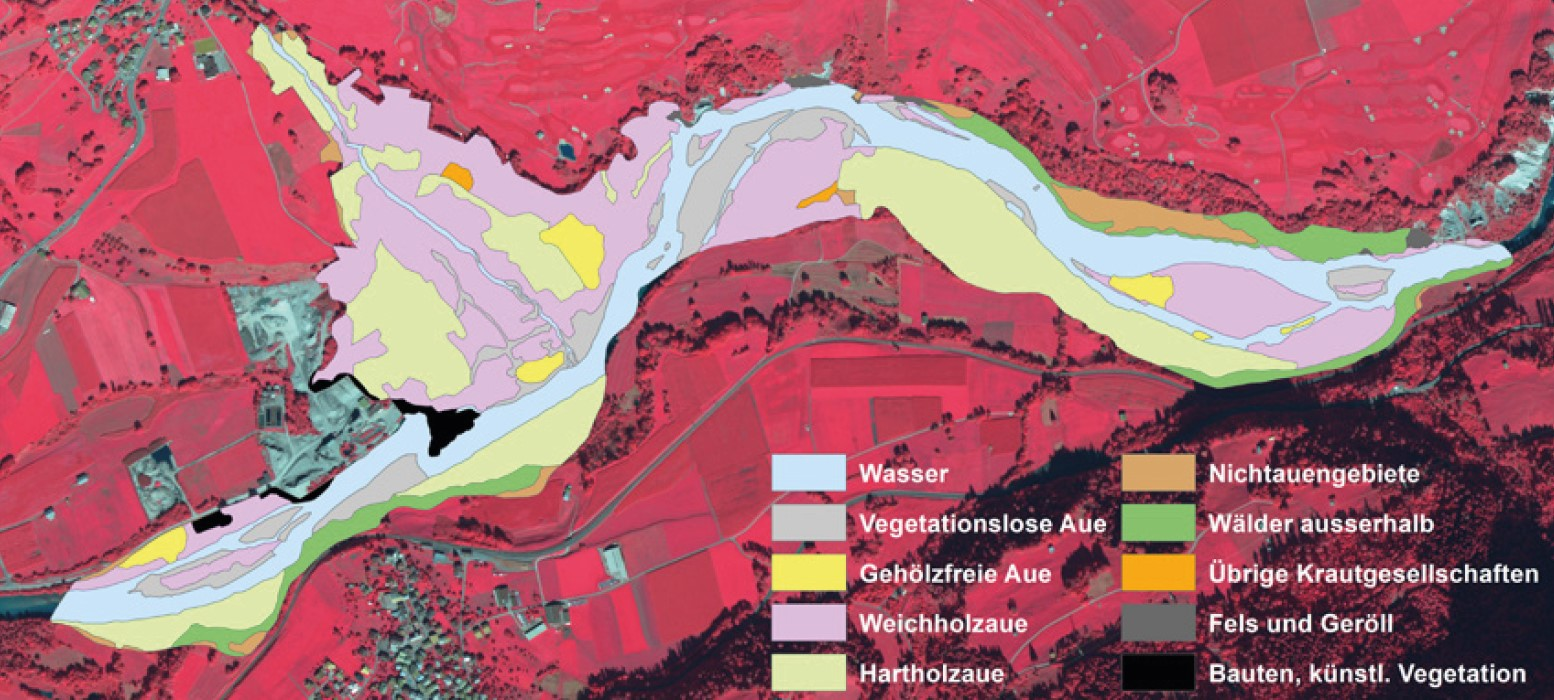
Formationskartierung Flussaue

Im Jahr 2010 startete das Bundesamt für Umwelt in Zusammenarbeit mit der Eidgenössischen Forschungsanstalt für Wald, Schnee und Landschaft (WSL) die Wirkungskontrolle Biotopschutz Schweiz (WBS). Zu den untersuchten Biotopen zählen die national bedeutenden Hoch- und Übergangsmoore, die Flachmoore, die Amphibienlaichgebiete, die Trockenwiesen und -weiden und die Auengebiete von nationaler Bedeutung. Ziel der Kontrolluntersuchungen ist es, festzustellen, in welchem Ausmass die getroffenen Schutzmassnahmen sich auf die Entwicklung der Schutzgebiete auswirken. Aufgrund der Ergebnissen können damit die Schutzmassnahmen verbessert oder im Falle mangelnder Wirkung abgebrochen und durch wirkungsvollere ersetzt werden.
Die auf mehrere Jahre angelegten Langzeituntersuchungen werden mittels Luftbilder und floristischer und faunistischer Erhebungen im Feld durchgeführt. Die erste Untersuchung wurde 2017 abgeschlossen. Der Abschluss der zweiten ist für das Jahr 2023 geplant.
In den Auengebieten wurden erst einmal eine Vegetationserhebung durchgeführt. Der Befund zeigt grosse regionale Unterschiede bei der Auendynamik und der Anzahl invasiver gebietsfremder Arten. Am dynamischsten sind die Auen des Jura und der westlichen Zentralalpen, die geringste Dynamik weisen die Auen des Mittellandes auf. Invasive gebietsfremde Arten waren in den Auen deutlich mehr zu beobachten als in den Trockenwiesen und -weiden. Am stärksten betroffen waren die Auen auf der Alpensüdflanke. In einigen Flächen erreichte der Deckungsgrad invasiver gebietsfremder Arten bis zu 50 %.

## Gletschervorfelder unter Druck

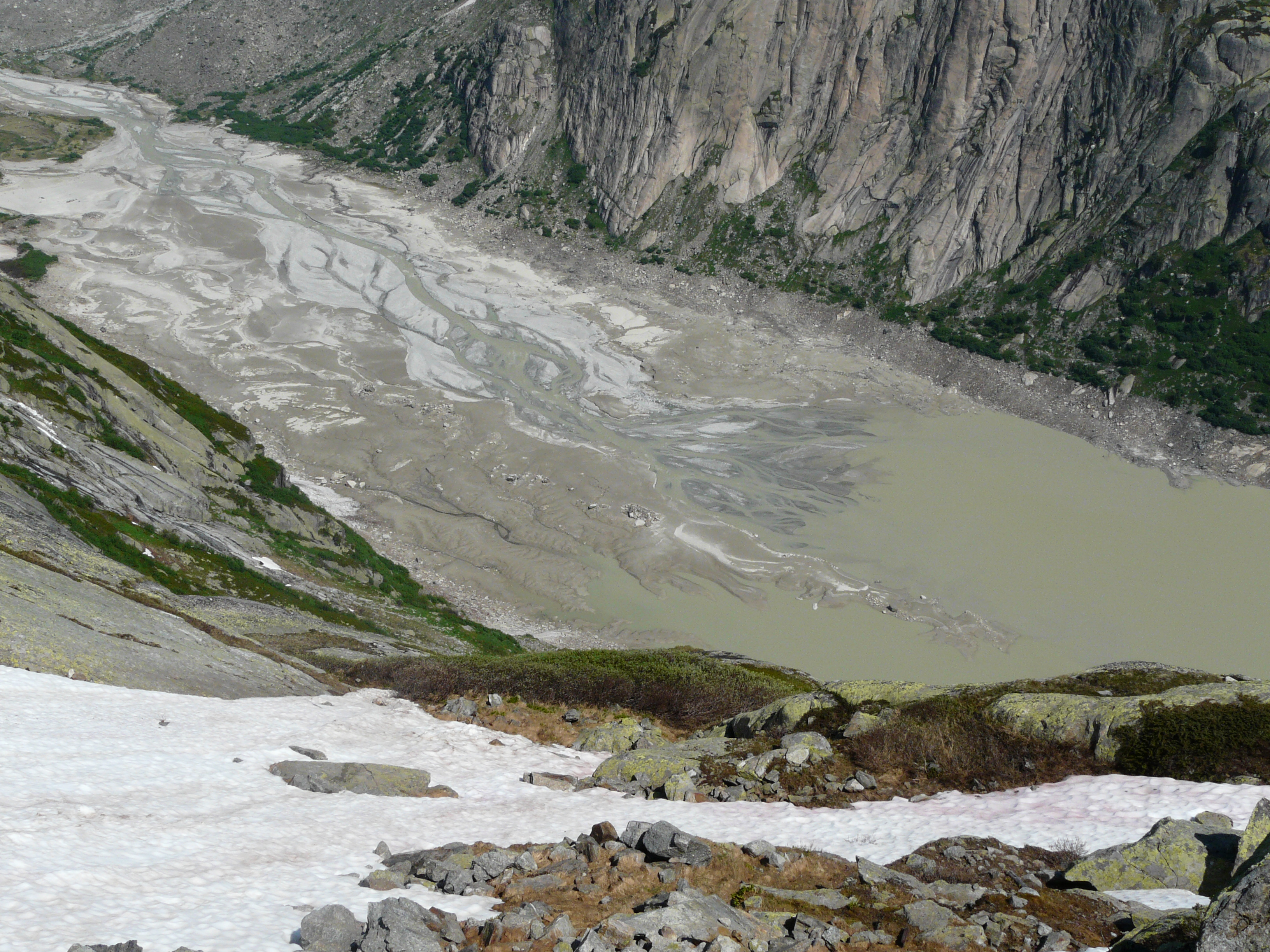
Alpine Schwemmebene beim Zulauf zum Grimselsee, im Juli 2013

Seit 1850 nahm die Gesamtfläche der Auen auf Schweizer Boden infolge von Flussverbauungen und intensiver Landnutzung um rund 90 Prozent ab. Am meisten gelitten haben die Auen an Fliessgewässern in tieferen Lagen.
Als Folge der Klimaerwärmung kommen nun auch die Gebiete in höheren Lage unter Druck. Durch den beschleunigten Rückzug der Gletscher in der Schweiz kommen laufend neue Landschaften zum Vorschein, die während Jahrtausenden unter dem Eis lagen. In diesen Gebieten entstehen neue Gletschervorfelder. Unter den rund 2000 Gletschervorfeldern in der Schweiz befinden sich alpine Schwemmebenen, die ökologisch besonders wertvoll sind. Bei der letzten Revision des Aueninventars im Jahr 2017 wurden nur zwei Gletschervorfelder neu ins Inventar aufgenommen. Das Gletschervorfeld beim Unteraargletscher und das beim Triftgletscher waren nicht dabei, obwohl sie den Kriterien für ein Biotop von nationaler Bedeutung genügen könnten und laut Pro Natura einen stark erhöhten Schutzbedarf aufweisen. Auch das Forscherteam rund um Christopher Robinson von der EAWAG, das in Nature eine Studie über die Veränderungen der Lebensräume in Flüssen infolge des Gletscherrückgangs publizierte, befürchtet, dass jene Regionen, die aufgrund des Gletscherrückzugs laufend freigelegt werden, für Freizeitaktivitäten oder die Energieproduktion priorisiert werden. Deshalb fordert Robinson, dass diese Gebiete dringend geschützt werden.
Das Parlament hat mit dem sogenannten Mantelerlass zugunsten eines beschleunigten Ausbaus der erneuerbaren Energien festgelegt, dass Energieanlagen von einer bestimmten Grösse «von nationalem Interesse» seien. Und der Bundesrat erkenne auch kleineren Anlagen ein nationales Interesse zu, «wenn sie „einen zentralen Beitrag zur Erreichung der Ausbauziele“ leisteten». Damit habe der Bundesrat in allen Stromproduktionsbereichen Vorrang vor dem Naturschutz, wie Bundesrat Albert Rösti kommentierte.

## Liste der Auengebiete von nationaler Bedeutung

### Liste der Auengebiete im Kanton Aargau
| Objekt (Swisstopo) | Gebietsname Lokalität         | Gemeinde(n)                                                                                            | Gewässer          | Auen-Typ          | CDDA- Sitecode | Fläche in ha                          | Koordinate            | im Bundesinventar seit | Revision              | Bild oder | Q-ID       |
| ------------------ | ----------------------------- | --- | ----------------- | ----------------- | -------------- | ------------------------------------- | --------------------- | ---------------------- | --------------------- | --------- | ---------- |
| AG-2               | Haumättli                     | Möhlin                                                                                                 | Rhein             | Fliessgewässer    | 148587         | 9,21                                  | ⊙                     | 1992                   | 2003                  | oder      | Q108086347 |
| AG-3               | Rietheim-Koblenz              | Koblenz, Rietheim                                                                                      | Rhein             | Fliessgewässer    | 148581         | 71,58                                 | ⊙                     | 1992                   | 2017                  | oder      | Q108086340 |
| AG-36              | Auenreste Klingnauer Stausee  | Böttstein, Klingnau, Koblenz, Leuggern                                                                 | Aare              | Fliessgewässer    | 148582         | 112,17                                | ⊙                     | 1992                   | 2001                  | oder      | Q108086341 |
| AG-37              | Wasserschloss Brugg-Stilli    | Brugg, Gebenstorf, Untersiggenthal, Villigen, Windisch                                                 | Aare, Reuss       | Fliessgewässer    | 148590         | 126,50                                | ⊙                     | 1992                   |                       |           | Q108086350 |
| AG-40              | Umiker Schachen-Stierenhölzli | Brugg, Schinznach, Schinznach-Bad, Villnachern                                                         | Aare              | Fliessgewässer    | 148594         | 124,29                                | ⊙                     | 1992                   |                       |           | Q108086354 |
| AG-51              | Reussinsel Risi               | Mellingen, Stetten, Tägerig                                                                            | Reuss             | Fliessgewässer    | 148599         | 12,20                                 | ⊙                     | 1992                   |                       |           | Q108086374 |
| AG-87              | Rüsshalden                    | Mellingen, Wohlenschwil                                                                                | Reuss             | Fliessgewässer    | 148598         | 7,98                                  | ⊙                     | 1992                   | 2003                  | oder      | Q108086373 |
| AG-88              | Tote Reuss-Alte Reuss         | Bremgarten, Eggenwil, Fischbach-Göslikon, Künten                                                       | Reuss             | Fliessgewässer    | 148601         | 80,04                                 | ⊙                     | 1992                   | 2003                  |           | Q108086376 |
| AG-91              | Rottenschwiler Moos           | Bremgarten, Eggenwil, Fischbach-Göslikon, Künten                                                       | Reuss             | Fliessgewässer    | 148604         | 76,98                                 | ⊙                     | 1992                   | 2003                  |           | Q108086378 |
| AG-92              | Still Rüss-Rickenbach         | AG: Aristau, Jonen, Merenschwand, Oberlunkhofen, Rottenschweil, Unterlunkhofen ZH: Obfelden, Ottenbach | Reuss             | Fliessgewässer    | 148606         | 207,52 (AG: 172,24 ZH: 35,28)         | ⊙                     | 1992                   | 2003                  |           | Q108086380 |
| AG/ZG-95           | Ober Schachen-Rüssspitz       | AG: Merenschwand, Mühlau ZG: Hünenberg ZH: Obfelden                                                    | Reuss             | Fliessgewässer    | 148607         | 70,93 (AG: 38,30 ZG: 14,90 ZH: 17,73) | ⊙                     | 1992                   | 2003                  |           | Q108086381 |
| AG-220             | Rossgarten                    | Leibstadt, Schwaderloch                                                                                | Rhein             | Fliessgewässer    | 148584         | 12,78                                 | ⊙                     | 1992                   |                       | oder      | Q108086344 |
| AG-337             | Bünzaue Möriken-Othmarsingen  | Möriken-Wildegg, Othmarsingen                                                                          | Bünz              | Fliessgewässer    | 347638         | 51,10                                 | ⊙                     | 1992                   |                       |           | Q108089295 |
| AG-401             | Aarau-Rupperswil              | Aarau, Auenstein, Rupperswil                                                                           | Aare              | Fliessgewässer    | 555597185      | 271,50                                | ⊙                     | 2017                   |                       |           | Q108086318 |
| AG/SO-414          | Ruppoldingen                  | AG: Rothrist SO: Boningen, Olten                                                                       | Aare              | Fliessgewässer    | 555597192      | 38,64 (AG: 7,34 SO: 31,30)            | ⊙                     | 1992                   |                       |           | Q108086326 |
| Objekte insgesamt  | Objekte insgesamt             | Objekte insgesamt                                                                                      | Objekte insgesamt | Objekte insgesamt | 1'273,42       | ha gesamte Auenfläche                 | ha gesamte Auenfläche | ha gesamte Auenfläche  | ha gesamte Auenfläche |           |            |

(Teilliste ändern)

### Liste der Auengebiete im Kanton Appenzell Ausserrhoden
| Objekt (Swisstopo) | Gebietsname/Lokalität | Standort- Gemeinde(n)   | Gewässer         | Auen-Typ         | CDDA- Sitecode | Fläche in ha             | Koordinate            | im Bundesinventar seit | Revision              | Bild | Q-ID       |
| ------------------ | --------------------- | ----------------------- | ---------------- | ---------------- | -------------- | ------------------------ | --------------------- | ---------------------- | --------------------- | ---- | ---------- |
| AR/SG-371          | Ampferenboden         | AR: Urnäsch SG: Nesslau | Necker           | Fliessgewässer   | 347562         | 5,58 (AR: 2,01 SG: 3,57) | ⊙                     | 2003                   |                       |      | Q108089165 |
| Objekt insgesamt   | Objekt insgesamt      | Objekt insgesamt        | Objekt insgesamt | Objekt insgesamt | 5,58           | ha gesamte Auenfläche    | ha gesamte Auenfläche | ha gesamte Auenfläche  | ha gesamte Auenfläche |      |            |

(Teilliste ändern)

### Liste der Auengebiete im Kanton Appenzell Innerrhoden
| Objekt (Swisstopo) | Gebietsname Lokalität | Gemeinde(n)      | Gewässer         | Auen-Typ         | CDDA- Sitecode | Fläche in ha          | Koordinate            | im Bundesinventar seit | Revision              | Bild oder | Q-ID       |
| ------------------ | --------------------- | ---------------- | ---------------- | ---------------- | -------------- | --------------------- | --------------------- | ---------------------- | --------------------- | --------- | ---------- |
| AI-372             | Weissbad              | Schwende         | Weissbach        | Fliessgewässer   | 555597175      | 21,48                 | ⊙                     | 2017                   |                       | oder      | Q108086307 |
| Objekt insgesamt   | Objekt insgesamt      | Objekt insgesamt | Objekt insgesamt | Objekt insgesamt | 21,48          | ha gesamte Auenfläche | ha gesamte Auenfläche | ha gesamte Auenfläche  | ha gesamte Auenfläche |           |            |

(Teilliste ändern)

### Liste der Auengebiete im Kanton Basel-Landschaft
| Objekt (Swisstopo) | Gebietsname Lokalität | Gemeinde(n)                   | Gewässer         | Auen-Typ         | CDDA- Sitecode | Fläche in ha          | Koordinate            | im Bundesinventar seit | Revision              | Bild            | Q-ID       |
| ------------------ | --------------------- | ----------------------------- | ---------------- | ---------------- | -------------- | --------------------- | --------------------- | ---------------------- | --------------------- | --------------- | ---------- |
| BL-403             | Zwingen-Brislach      | Brislach, Nenzlingen, Zwingen | Birs             | Fliessgewässer   | 555597186      | 16,74                 | ⊙                     | 2017                   |                       | Bild gesucht BW | Q108086319 |
| Objekt insgesamt   | Objekt insgesamt      | Objekt insgesamt              | Objekt insgesamt | Objekt insgesamt | 16,74          | ha gesamte Auenfläche | ha gesamte Auenfläche | ha gesamte Auenfläche  | ha gesamte Auenfläche |                 |            |

(Teilliste ändern)

### Liste der Auengebiete im Kanton Basel-Stadt
Der Kanton Basel-Stadt hat keine Objekte ausgewiesen.

### Liste der Auengebiete im Kanton Bern
| Objekt (Swisstopo) | Gebietsname Lokalität           | Gemeinde(n)                                                                                                 | Gewässer                                           | Auen-Typ            | CDDA- Sitecode    | Fläche in ha                   | Koordinate                  | im Bundesinventar seit | Revision              | Bild oder             | Q-ID       |
| ------------------ | ------------------------------- | --- | -------------------------------------------------- | ------------------- | ----------------- | ------------------------------ | --------------------------- | ---------------------- | --------------------- | --------------------- | ---------- |
| BE-44              | Oberburger Schachen             | Burgdorf, Hasle bei Burgdorf, Heimiswil                                                                     | Emme                                               | Fliessgewässer      | 148619            | 48,05                          | 47° 1′ 48″ N, 7° 38′ 28″ O  | 1992                   | 2003                  |                       | Q108204181 |
| BE-46              | Utzenstorfer Schachen           | Bätterkinden, Utzenstorf                                                                                    | Emme                                               | Fliessgewässer      | 148615            | 45,41                          | 47° 7′ 10″ N, 7° 32′ 14″ O  | 1992                   | 2017                  | oder                  | Q108086390 |
| BE-47              | Altwässer der Aare und der Zihl | Büren an der Aare, Dotzigen, Meienried, Meinisberg, Safnern, Scheuren, Schwadernau                          | Aare                                               | Fliessgewässer      | 148612            | 195,25                         | 47° 8′ 38″ N, 7° 20′ 53″ O  | 1992                   | 2017                  |                       | Q108086386 |
| BE-48              | Alte Aare: Lyss-Dotzigen        | Büetigen, Dotzigen, Kappelen, Lyss, Schwadernau, Studen, Worben                                             | Alte Aare                                          | Fliessgewässer      | 148614            | 190,20                         | 47° 6′ 19″ N, 7° 19′ 17″ O  | 1992                   | 2003, 2017            |                       | Q108086389 |
| BE-49              | Alte Aare: Aarberg-Lyss         | Aarberg, Kappelen, Lyss                                                                                     | Alte Aare                                          | Fliessgewässer      | 148616            | 193,60                         | 47° 3′ 50″ N, 7° 17′ 2″ O   | 1992                   | 2003, 2017            |                       | Q108086391 |
| BE-53              | Niederried-Oltigenmatt          | Golaten, Kallnach, Mühleberg, Radelfingen, Wileroltigen                                                     | Aare, Saane                                        | Fliessgewässer      | 148623            | 171,45                         | 46° 59′ 19″ N, 7° 15′ 1″ O  | 1992                   | 2017                  |                       | Q108086399 |
| BE-55              | Senseauen                       | BE: Guggisberg, Köniz, Neuenegg, Schwarzenburg FR: Alterswil, Heitenried, Plaffeien, St. Antoni, Ueberstorf | Sense                                              | Fliessgewässer      | 148635            | 312,75 (BE: 165,76 FR: 146,99) | 46° 48′ 7″ N, 7° 19′ 33″ O  | 1992                   |                       |                       | Q108086411 |
| BE-58              | Teuffengraben-Sackau            | Köniz, Oberbalm, Rüeggisberg, Rüschegg, Schwarzenburg                                                       | Schwarzwasser                                      | Fliessgewässer      | 148639            | 137,98                         | 46° 49′ 26″ N, 7° 23′ 8″ O  | 1992                   | 2017                  | oder                  | Q108086418 |
| BE-59              | Laupenau                        | Laupen, Mühleberg, Neuenegg                                                                                 | Saane                                              | Fliessgewässer      | 148629            | 29,22                          | 46° 55′ 28″ N, 7° 14′ 33″ O | 1992                   | 2017                  | oder                  | Q108086406 |
| BE-69              | Belper Giessen                  | Allmendingen, Belp, Bern, Kehrsatz, Köniz, Münsingen, Muri bei Bern, Rubigen                                | Aare                                               | Fliessgewässer      | 148631            | 417,55                         | 46° 53′ 55″ N, 7° 30′ 17″ O | 1992                   |                       |                       | Q108086408 |
| BE-70              | Chandergrien                    | Spiez | Kander, Thunersee                                  | Delta               | 148666            | 35,71                          | 46° 43′ 3″ N, 7° 38′ 17″ O  | 1992                   | rev.                  |                       | Q108086458 |
| BE-71              | Augand                          | Reutigen, Spiez, Wimmis                                                                                     | Kander, Simme                                      | Fliessgewässer      | 148669            | 72,19                          | 46° 41′ 29″ N, 7° 37′ 58″ O | 1992                   | 2003                  |                       | Q108086461 |
| BE-72              | Heustrich                       | Aeschi bei Spiez, Reichenbach im Kandertal, Wimmis                                                          | Kander                                             | Fliessgewässer      | 148677            | 37,71                          | 46° 38′ 33″ N, 7° 41′ 2″ O  | 1992                   | 2003, 2017            |                       | Q108086472 |
| BE-74              | Gastereholz                     | Kandersteg                                                                                                  | Kander                                             | Fliessgewässer      | 148704            | 161,58                         | 46° 27′ 35″ N, 7° 41′ 3″ O  | 1992                   |                       |                       | Q108086515 |
| BE-75              | Brünnlisau                      | Diemtigen, Erlenbach im Simmental, Wimmis                                                                   | Simme                                              | Fliessgewässer      | 148674            | 18,33                          | 46° 40′ 7″ N, 7° 36′ 33″ O  | 1992                   |                       |                       | Q108086467 |
| BE-76              | Wilerau                         | Diemtigen, Erlenbach im Simmental                                                                           | Simme                                              | Fliessgewässer      | 148675            | 12,74                          | 46° 39′ 37″ N, 7° 34′ 6″ O  | 1992                   |                       | oder                  | Q108086468 |
| BE-77              | Niedermettlisau                 | Därstetten, Erlenbach im Simmental                                                                          | Simme                                              | Fliessgewässer      | 148676            | 20,71                          | 46° 39′ 20″ N, 7° 30′ 46″ O | 1992                   | 2017                  |                       | Q108086470 |
| BE-78              | Engstlige: Bim Stei-Oybedly     | Frutigen | Engstlige                                          | Fliessgewässer      | 148688            | 90,41                          | 46° 33′ 11″ N, 7° 36′ 55″ O | 1992                   |                       |                       | Q108086485 |
| BE-79              | Weissenau                       | Unterseen                                                                                                   | Aare, Thunersee                                    | Delta               | 148673            | 45,54                          | 46° 40′ 22″ N, 7° 49′ 36″ O | 1992                   |                       |                       | Q108086466 |
| BE-80              | Chappelistutz                   | Gsteigwiler, Gündlischwand, Wilderswil                                                                      | Lütschine                                          | Fliessgewässer      | 148678            | 16,96                          | 46° 38′ 10″ N, 7° 53′ 35″ O | 1992                   | 2017                  |                       | Q108086473 |
| BE-81              | In Erlen                        | Grindelwald                                                                                                 | Weisse Lütschine, Schwarze Lütschine               | Fliessgewässer      | 148681            | 17,56                          | 46° 37′ 4″ N, 8° 2′ 8″ O    | 1992                   |                       |                       | Q108086476 |
| BE-83              | Jägglisglunte                   | Brienz | Aare                                               | Fliessgewässer      | 148663            | 2,08                           | 46° 44′ 26″ N, 8° 3′ 22″ O  | 1992                   |                       |                       | Q108086455 |
| BE-84              | Sytenwald                       | Meiringen                                                                                                   | Aare                                               | Fliessgewässer      | 148662            | 14,40                          | 46° 44′ 35″ N, 8° 8′ 17″ O  | 1992                   |                       |                       | Q108086454 |
| BE-86              | Sandey                          | Innertkirchen                                                                                               | Urbachwasser                                       | Fliessgewässer      | 148671            | 56,79                          | 46° 40′ 49″ N, 8° 12′ 42″ O | 1992                   | 2003, 2017            |                       | Q108086464 |
| BE-209             | Seewald-Fanel                   | BE: Gampelen, Ins NE: La Tène                                                                               | Canal de la Thielle, Lac de Neuchâtel              | Seeufer             | 148622            | 315,11 (BE: 305,66 NE: 9,45)   | 46° 59′ 44″ N, 7° 2′ 16″ O  | 1992                   |                       | oder                  | Q108086398 |
| BE-221             | Aare bei Altreu                 | BE: Arch, Leuzigen SO: Bettlach, Selzach                                                                    | Aare                                               | Fliessgewässer      | 148611            | 20,51 (BE: 12,31 SO: 8,20)     | 47° 11′ 3″ N, 7° 26′ 26″ O  | 1992                   |                       |                       | Q108086385 |
| BE-222             | Heidenweg/St. Petersinsel       | Erlach, Twann-Tüscherz                                                                                      | Bielersee                                          | Seeufer             | 148617            | 114,11                         | 47° 3′ 42″ N, 7° 7′ 28″ O   | 1992                   |                       |                       | Q108086392 |
| BE-223             | Hagneckdelta                    | Hagneck, Lüscherz, Täuffelen                                                                                | Aare-Hagneck-Kanal, Bielersee                      | Delta               | 148618            | 32,27                          | 47° 3′ 43″ N, 7° 10′ 46″ O  | 1992                   |                       |                       | Q108086394 |
| BE-224             | Rohr-Oey                        | Lauenen | Louibach                                           | Fliessgewässer      | 148712            | 37,17                          | 46° 24′ 19″ N, 7° 19′ 51″ O | 1992                   |                       | oder                  | Q108086522 |
| BE-314             | Kalte Sense                     | BE: Guggisberg FR: Plaffeien                                                                                | Kalte Sense                                        | Fliessgewässer      | 347654            | 50,73 (BE: 30,44 FR: 20,29)    | 46° 42′ 52″ N, 7° 20′ 21″ O | 2003                   |                       |                       | Q108089316 |
| BE-315             | Rotenbach                       | Guggisberg, Rüschegg                                                                                        | Kalte Sense                                        | Fliessgewässer      | 347791            | 17,79                          | 46° 43′ 4″ N, 7° 23′ 30″ O  | 2003                   |                       |                       | Q108205032 |
| BE-316             | Heubach                         | Rüschegg | Schwarzwasser, Wissenbach                          | Fliessgewässer      | 555597164         | 36,71                          | 46° 46′ 23″ N, 7° 25′ 1″ O  | 2017                   |                       |                       | Q108086282 |
| BE-317             | Seligraben                      | Riggisberg, Rüeggisberg, Rüschegg                                                                           | Seligrabenbach                                     | Fliessgewässer      | 555597165         | 29,36                          | 46° 46′ 34″ N, 7° 25′ 46″ O | 2017                   |                       | oder                  | Q108086283 |
| BE-319             | Emmeschlucht                    | Eggiwil, Schangnau                                                                                          | Emme                                               | Fliessgewässer      | 347665            | 36,86                          | 46° 50′ 4″ N, 7° 49′ 23″ O  | 1992                   | rev.                  |                       | Q108089329 |
| BE-320             | Innereriz                       | Eriz, Horrenbach-Buchen                                                                                     | Zulg                                               | Fliessgewässer      | 555597166         | 25,85                          | 46° 47′ 12″ N, 7° 48′ 21″ O | 2017                   |                       |                       | Q108086284 |
| BE-321             | Harzisboden                     | Habkern, Oberried am Brienzersee                                                                            | Emme                                               | Fliessgewässer      | 347666            | 9,54                           | 46° 47′ 11″ N, 7° 57′ 3″ O  | 1992                   | rev.                  | oder                  | Q108204996 |
| BE-322             | Rezliberg                       | Lenk | Trüebbach                                          | Fliessgewässer      | 347667            | 18,58                          | 46° 24′ 43″ N, 7° 28′ 53″ O | 2003                   |                       | oder                  | Q108204997 |
| BE-323             | Hornbrügg                       | Adelboden                                                                                                   | Allenbach, Rossbach                                | Fliessgewässer      | 347668            | ?                              | 46° 28′ 55″ N, 7° 31′ 25″ O | 2003                   |                       | oder                  | Q108089332 |
| BE-324             | Lochweid                        | Adelboden                                                                                                   | Tschentebach                                       | Fliessgewässer      | 347669            | 11,57                          | 46° 30′ 51″ N, 7° 34′ 24″ O | 2003                   |                       | oder                  | Q108089333 |
| BE-325             | Gastere bei Selden              | Kandersteg                                                                                                  | Kander                                             | Fliessgewässer      | 347646            | 8,62                           | 46° 26′ 40″ N, 7° 43′ 26″ O | 2003                   |                       |                       | Q108089307 |
| BE-326             | Tschingel                       | Reichenbach im Kandertal                                                                                    | Gamchibach, Gornerewasser, Tschingelsee            | Fliessgewässer      | 347663            | 67,93                          | 46° 33′ 8″ N, 7° 44′ 48″ O  | 2003                   |                       |                       | Q108204994 |
| BE-327             | Ganzenlouwina                   | Grindelwald                                                                                                 | Rychenbach                                         | Fliessgewässer      | 347661            | 30,38                          | 46° 39′ 46″ N, 8° 7′ 18″ O  | 2003                   |                       | oder                  | Q108089325 |
| BE-328             | Engstlenalp                     | Innertkirchen                                                                                               | Gentalwasser, Engstlensee                          | Fliessgewässer      | 555597167         | 13,38                          | 46° 46′ 24″ N, 8° 22′ 6″ O  | 2017                   |                       | oder                  | Q108086285 |
| BE-425             | Schmadribach-Chrummbach         | Lauterbrunnen                                                                                               | Schmadribach                                       | Fliessgewässer      | 555597194         | 5,60                           | 46° 30′ 47″ N, 7° 53′ 40″ O | 1992                   | rev.                  | oder                  | Q108086328 |
| BE-1121            | Kanderfirn                      | Kandersteg                                                                                                  | Kanderfirn, Alpetligletscher                       | Gletschervorfeld    | 347587            | 308,74                         | 46° 27′ 35″ N, 7° 46′ 15″ O | 2001                   | 2017                  |                       | Q108089207 |
| BE-1132            | Rezligletscher                  | Lenk | Rezligletscher, Glacier de la Plaine Morte         | Gletschervorfeld    | 347589            | 309,38                         | 46° 23′ 53″ N, 7° 30′ 15″ O | 2001                   | 2017                  | oder                  | Q108089209 |
| BE-1139            | Geltengletscher                 | Lauenen | Geltengletscher                                    | Gletschervorfeld    | 347590            | 177,39                         | 46° 21′ 30″ N, 7° 20′ 14″ O | 2001                   | 2017                  | oder                  | Q108089210 |
| BE-1206            | Gauligletscher                  | Innertkirchen                                                                                               | Gauligletscher, Grienbärgligletscher, Hiendertellt | Gletschervorfeld    | 347591            | 570,37                         | 46° 36′ 44″ N, 8° 12′ 26″ O | 2001                   | 2017                  | oder                  | Q108089211 |
| BE-1214            | Diechtergletscher               | Guttannen                                                                                                   | Diechtergletscher                                  | Gletschervorfeld    | 347568            | 242,50                         | 46° 38′ 33″ N, 8° 20′ 48″ O | 2001                   | 2017                  | oder                  | Q108089172 |
| BE-1216            | Rosenlauigletscher              | Schattenhalb                                                                                                | Rosenlauigletscher                                 | Gletschervorfeld    | 347570            | 141,37                         | 46° 39′ 57″ N, 8° 9′ 38″ O  | 2001                   | 2017                  | oder                  | Q108089174 |
| BE-1327            | Bächlisboden                    | Guttannen                                                                                                   | Bächlisbach                                        | Alpine Schwemmebene | 347766            | 26,66                          | 46° 35′ 8″ N, 8° 17′ 39″ O  | 2001                   |                       | oder                  | Q108205022 |
| BE-1352            | Engstligenalp                   | Adelboden                                                                                                   | Engstligenbach                                     | Alpine Schwemmebene | 347770            | 213,03                         | 46° 26′ 18″ N, 7° 33′ 32″ O | 2003                   | 2017                  |                       | Q108205026 |
| BE-1354            | Spittelmatte                    | BE: Kandersteg VS: Leukerbad                                                                                | Schwarzbach                                        | Alpine Schwemmebene | 347771            | 31,32 (BE: 28,81 VS: 2,51)     | 46° 26′ 38″ N, 7° 38′ 29″ O | 2001                   |                       | oder                  | Q108205027 |
| BE-1401            | Gamchigletscher                 | Reichenbach im Kandertal                                                                                    | Gamchigletscher                                    | Gletschervorfeld    | 347772            | 84,22                          | 46° 31′ 3″ N, 7° 47′ 56″ O  | 2001                   | 2017                  | oder                  | Q108205028 |
| Objekte insgesamt  | Objekte insgesamt               | Objekte insgesamt                                                                                           | Objekte insgesamt                                  | Objekte insgesamt   | Objekte insgesamt | 5'331,22                       | ha gesamte Auenfläche       | ha gesamte Auenfläche  | ha gesamte Auenfläche | ha gesamte Auenfläche |            |

(Teilliste ändern)

### Liste der Auengebiete im Kanton Freiburg
| Objekt (Swisstopo) | Gebietsname Lokalität                  | Gemeinde(n)                                                                                                 | Gewässer                              | Auen-Typ          | CDDA- Sitecode    | Fläche in ha                   | Koordinate            | Vegetations-karte + Kartierung (pdf)      | im Bundesinventar seit | Revision              | Bild                  | Wikidata-ID |
| ------------------ | -------------------------------------- | --- | ------------------------------------- | ----------------- | ----------------- | ------------------------------ | --------------------- | ----------------------------------------- | ---------------------- | --------------------- | --------------------- | ----------- |
| FR/VD-52           | Les Iles de Villeneuve                 | FR: Surpierre VD: Lucens, Valbroye                                                                          | La Broye                              | Fliessgewässer    | 148661            | 49,41 (FR: 48,42 VD: 0,99)     | ⊙                     | Vegetationskarte Kartierung/Legende (PDF) | 1992                   | 2001                  | Bild gesucht BW       | Q108086453  |
| BE/FR-55           | Senseauen                              | FR: Alterswil, Heitenried, Plaffeien, St. Antoni, Ueberstorf BE: Guggisberg, Köniz, Neuenegg, Schwarzenburg | Sense/La Singine                      | Fliessgewässer    | 148635            | 312,75 (FR: 146,99 BE: 165,76) | ⊙                     | Vegetationskarte Kartierung/Legende (PDF) | 1992                   | 2017                  |                       | Q108086411  |
| FR-60              | Bois du Dévin                          | Hauterive, Marly                                                                                            | La Gérine/Ärgera                      | Fliessgewässer    | 148653            | 15,54                          | ⊙                     | Vegetationskarte Kartierung/Legende (PDF) | 1992                   |                       |                       | Q108086444  |
| FR-61              | Ärgera: Plasselb-Marly                 | Giffers, Marly, Pierrafortscha, Plasselb, St. Silvester, Tentlingen, Villarsel-sur-Marly                    | Ärgera                                | Fliessgewässer    | 148658            | 173,89                         | ⊙                     | Vegetationskarte Kartierung/Legende (PDF) | 2003                   |                       |                       | Q108086448  |
| FR-62              | Auengebiet La Sarine: Rossens-Fribourg | Arconciel, Fribourg, Gibloux, Hauterive, Marly, Pierrafortscha, Pont-la-Ville, Treyvaux, Villars-sur-Glâne  | La Sarine/Saane                       | Fliessgewässer    | 148657            | 266,73                         | ⊙                     | Vegetationskarte Kartierung/Legende (PDF) | 1992                   | 2003                  |                       | Q108086447  |
| FR-64              | Broc                                   | Botterens, Broc, Bulle, Morlon                                                                              | Saane, La Jogne, Lac de Gruyère       | Delta             | 347767            | 91,88                          | ⊙                     | Vegetationskarte Kartierung/Legende (PDF) | 2003                   |                       |                       | Q108205023  |
| FR-65              | Les Auges d’Estavannens                | Bas-Intyamon, Grandvillard, Gruyères                                                                        | Saane                                 | Fliessgewässer    | 148686            | 54,18                          | ⊙                     | Vegetationskarte Kartierung/Legende (PDF) | 1992                   |                       |                       | Q108086483  |
| FR-66              | Les Auges de Neirivue                  | Bas-Intyamnon, Grandvillard, Haut-Intyamon                                                                  | Saane                                 | Fliessgewässer    | 148694            | 83,54                          | ⊙                     | Vegetationskarte Kartierung/Legende (PDF) | 2003                   |                       |                       | Q108086490  |
| FR/VD-203          | Les Grèves d’Yvonand-Cheyres           | FR: Cheyres-Châbles VD: Yvonand                                                                             | Neuenburgersee                        | Seeufer           | 148647            | 99,94 (FR: 25,98 VD: 73,96)    | ⊙                     | Vegetationskarte Kartierung/Legende (PDF) | 1992                   | 2001                  | Bild gesucht BW       | Q108086425  |
| FR-204             | Les Grèves de Cheyres-Font             | Cheyres-Châbles, Estavayer                                                                                  | Neuenburgersee                        | Seeufer           | 148643            | 149,49                         | ⊙                     | Vegetationskarte Kartierung/Legende (PDF) | 1992                   |                       | Bild gesucht BW       | Q108086421  |
| FR/VD-205          | Les Grèves d’Estavayer-le-Lac-Chevroux | FR: Estavayer VD: Chevroux                                                                                  | Neuenburgersee                        | Seeufer           | 148634            | 149,05 (FR: 116,26 VD: 32,79)  | ⊙                     | Vegetationskarte Kartierung/Legende       | 1992                   | 2001                  | Bild gesucht BW       | Q108086410  |
| Fr/VD-206          | Les Grèves de Chevroux-Portalban       | FR: Delley-Portalban, Gletterens VD: Chevroux                                                               | Neuenburgersee                        | Seeufer           | 148632            | 273,97 (FR: 139,72 VD: 134,25) | ⊙                     | Vegetationskarte Kartierung/Legende (PDF) | 1992                   | 2001, 2003, 2007      | Bild gesucht BW       | Q108086409  |
| FR/VD-207          | Les Grèves de Portalban-Cudrefin       | FR: Delley-Portalban VD: Cudrefin, Vully-les-Lacs                                                           | Neuenburgersee                        | Seeufer           | 148627            | 245,50 (FR: 27,01 VD: 218,50)  | ⊙                     | Vegetationskarte Kartierung/Legende (PDF) | 1992                   | 2001                  | Bild gesucht BW       | Q108086403  |
| FR-217             | La Neirigue et la Glâne                | Autigny, Gibloux, Massonnens, Villaz-Saint-Pierre, Villorsonnens                                            | La Neirigue, La Glâne                 | Fliessgewässer    | 148664            | 73,07                          | ⊙                     | Vegetationskarte Kartierung/Legende (PDF) | 1992                   | 2003                  |                       | Q108086456  |
| FR-307             | Le Chablais                            | Galmiz, Mont-Vully, Muntelier                                                                               | Murtensee                             | Seeufer           | 347622            | 201,64                         | ⊙                     | Vegetationskarte Kartierung/Legende (PDF) | 2003                   |                       | Bild gesucht BW       | Q108089245  |
| FR-310             | Lac de Montsalvens                     | Val-de-Charmey                                                                                              | La Jogne/Jaunbach, Lac de Montsalvens | Delta             | 347662            | 12,62                          | ⊙                     | Vegetationskarte Kartierung/Legende (PDF) | 2003                   |                       |                       | Q108089326  |
| FR-311             | Cerniat-La Valsainte                   | Val-de-Charmey                                                                                              | Le Javro                              | Fliessgewässer    | 555597162         | 40,01                          | ⊙                     | Vegetationskarte Kartierung/Legende (PDF) | 2017                   |                       | Bild gesucht BW       | Q108086279  |
| FR-312             | Plasselbschlund                        | La Roche, Plasselb, Val-de-Charmey                                                                          | Ärgera                                | Fliessgewässer    | 555597163         | 17,06                          | ⊙                     | Vegetationskarte Kartierung/Legende (PDF) | 2017                   |                       | Bild gesucht BW       | Q108086281  |
| FR-313             | Muscherensense                         | Plaffeien                                                                                                   | Muscherensense                        | Fliessgewässer    | 347993            | 8,33                           | ⊙                     | Vegetationskarte Kartierung/Legende (PDF) | 2003                   |                       | Bild gesucht BW       | Q108089594  |
| BE/FR-314          | Kalte Sense                            | FR: Plaffeien BE: Guggisberg                                                                                | Kalte Sense                           | Fliessgewässer    | 347654            | 50,73 (FR: 20,29 BE: 30,44)    | ⊙                     | Vegetationskarte Kartierung/Legende (PDF) | 2003                   |                       |                       | Q108089316  |
| FR-406             | Montagny-les-Monts                     | Corserey, Montagny, Noréaz, Prez-vers-Noréaz                                                                | L’Arbogne                             | Fliessgewässer    |                   | 32,48                          | ⊙                     | Vegetationskarte Kartierung/Legende (PDF) | 2017                   |                       |                       | Q108086320  |
| 21                 | Objekte insgesamt                      | Objekte insgesamt                                                                                           | Objekte insgesamt                     | Objekte insgesamt | Objekte insgesamt | 2'401,81                       | ha gesamte Auenfläche | ha gesamte Auenfläche                     | ha gesamte Auenfläche  | ha gesamte Auenfläche | ha gesamte Auenfläche |             |

(Teilliste ändern)

### Liste der Auengebiete im Kanton Genf
| Objekt (Swisstopo) | Gebietsname Lokalität | Gemeinde(n)               | Gewässer          | Auen-Typ          | CDDA- Sitecode    | Fläche in ha | Koordinate                  | im Bundesinventar seit | Revision              | Bild                  | Wikidata-ID |
| ------------------ | --------------------- | ------------------------- | ----------------- | ----------------- | ----------------- | ------------ | --------------------------- | ---------------------- | --------------------- | --------------------- | ----------- |
| GE-112             | Vallon de la Laire    | Avusy, Chancy             | La Laire          | Fliessgewässer    | 148740            | 26,51        | 46° 8′ 39″ N, 5° 58′ 31″ O  | 1992                   |                       |                       | Q108086553  |
| GE-113             | Vallon de l’Allondon  | Dardagny, Russin, Satigny | Allondon          | Fliessgewässer    | 148734            | 100,54       | 46° 11′ 50″ N, 6° 0′ 5″ O   | 1992                   |                       | Bild gesucht BW       | Q108086547  |
| GE-114             | Moulin de Vert        | Cartigny                  | Le Rhône          | Fliessgewässer    | 148735            | 28,72        | 46° 10′ 52″ N, 6° 1′ 25″ O  | 1992                   |                       | Moulin de Vert        | Q108086548  |
| GE-115             | Les Gravines          | Collex-Bossy, Versoix     | La Versoix        | Fliessgewässer    | 148728            | 36,92        | 46° 16′ 45″ N, 6° 8′ 44″ O  | 1992                   |                       | Bild gesucht BW       | Q108086539  |
| GE-218             | Vers Vaux             | Chancy                    | Le Rhône          | Fliessgewässer    | 148741            | 15,93        | 46° 7′ 56″ N, 5° 57′ 36″ O  | 1992                   |                       | Bild gesucht BW       | Q108207764  |
| GE-428             | La Touvière           | Avully                    | Le Rhône          | Fliessgewässer    | 555597195         | 8,10         | 46° 10′ 23″ N, 5° 59′ 23″ O | 2017                   |                       | Bild gesucht BW       | Q108086329  |
| 6                  | Objekte insgesamt     | Objekte insgesamt         | Objekte insgesamt | Objekte insgesamt | Objekte insgesamt | 216,72       | ha gesamte Auenfläche       | ha gesamte Auenfläche  | ha gesamte Auenfläche | ha gesamte Auenfläche |             |

(Teilliste ändern)

### Liste der Auengebiete im Kanton Glarus
| Objekt (Swisstopo) | Gebietsname Lokalität | Gemeinde(n)       | Gewässer                     | Auen-Typ            | CDDA- Sitecode    | Fläche in ha | Koordinate                  | im Bundesinventar seit | Revision              | Bild oder             | Wikidata-ID           |
| ------------------ | --------------------- | ----------------- | ---------------------------- | ------------------- | ----------------- | ------------ | --------------------------- | ---------------------- | --------------------- | --------------------- | --------------------- |
| GL-109             | Hinter Klöntal        | Glarus            | Chlü, Klöntalersee, Sulzbach | Delta               | 148621            | 18,25        | 47° 1′ 21″ N, 8° 56′ 22″ O  | 1992                   | 2003                  | oder                  | Q108086397            |
| GL-216             | Chrauchbach: Haris    | Glarus Süd        | Chrauchbach                  | Fliessgewässer      | 148626            | 15,49        | 46° 57′ 53″ N, 9° 12′ 38″ O | 1992                   | 2003                  | oder                  | Q108086402            |
| GL-348             | Linth Delta           | Glarus Nord       | Linth, Walensee              | Delta               | 555597174         | 30,68        | 47° 7′ 35″ N, 9° 6′ 59″ O   | 2017                   |                       |                       | Q108086306            |
| GL-1302            | Oberstafelbach        | Glarus Süd        | Oberstafelbach               | Alpine Schwemmebene |                   | 19,71        | 46° 50′ 11″ N, 8° 55′ 24″ O | 2001                   |                       | oder                  | Q108205016            |
| 4                  | Objekte insgesamt     | Objekte insgesamt | Objekte insgesamt            | Objekte insgesamt   | Objekte insgesamt | 84,13        | ha gesamte Auenfläche       | ha gesamte Auenfläche  | ha gesamte Auenfläche | ha gesamte Auenfläche | ha gesamte Auenfläche |

(Teilliste ändern)

### Liste der Auengebiete im Kanton Graubünden
| Objekt (Swisstopo) | Gebietsname Lokalität              | Gemeinde(n)                                    | Gewässer                                   | Auen-Typ            | CDDA- Sitecode    | Fläche in ha              | Koordinate                   | im Bundesinventar seit | Revision              | Bild oder             | Wikidata ID |
| ------------------ | ---------------------------------- | ---------------------------------------------- | ------------------------------------------ | ------------------- | ----------------- | ------------------------- | ---------------------------- | ---------------------- | --------------------- | --------------------- | ----------- |
| GR-22              | Zizers-Mastrils                    | Landquart, Untervaz, Zizers                    | Rhein                                      | Fliessgewässer      | 555597158         | 172,33                    | 46° 56′ 39″ N, 9° 33′ 5″ O   | 2017                   |                       |                       | Q108204177  |
| GR-25              | Trimmiser Rodauen                  | Haldenstein, Trimmis, Untervaz                 | Rhein                                      | Fliessgewässer      | 555597159         | 70,62                     | 46° 54′ 19″ N, 9° 32′ 50″ O  | 2017                   |                       |                       | Q108204178  |
| GR-27              | Rhäzünser Rheinauen                | Bonaduz, Domat/Ems, Rhäzuns, Rothenbrunnen     | Hinterrhein                                | Fliessgewässer      | 148646            | 156,92                    | 46° 47′ 48″ N, 9° 24′ 41″ O  | 1992                   | 2003                  |                       | Q108086424  |
| GR-28              | Cumparduns                         | Fürstenau, Scharans, Sils im Domleschg, Thusis | Albula, Hinterrhein                        | Fliessgewässer      | 148668            | 14,10                     | 46° 42′ 39″ N, 9° 27′ 5″ O   | 1992                   | 2003                  |                       | Q108086460  |
| GR-29              | Cauma                              | Ilanz/Glion Sagogn, Schluein                   | Vorderrhein                                | Fliessgewässer      | 148652            | 88,63                     | 46° 46′ 55″ N, 9° 14′ 26″ O  | 1992                   | 2003                  |                       | Q108086443  |
| GR-30              | Plaun da Foppas                    | Ilanz/Glion                                    | Vorderrhein                                | Fliessgewässer      | 148655            | 55,79                     | 46° 46′ 22″ N, 9° 10′ 41″ O  | 1992                   | 2003                  | oder                  | Q108086446  |
| GR-31              | Cahuons                            | Sumvitg, Trun                                  | Vorderrhein                                | Fliessgewässer      | 148665            | 45,01                     | 46° 43′ 39″ N, 8° 57′ 30″ O  | 1992                   | 2003                  |                       | Q108086457  |
| GR-32              | Disla-Pardomat                     | Disentis/Mustér, Sumvitg                       | Vorderrhein                                | Fliessgewässer      | 148667            | 68,60                     | 46° 42′ 55″ N, 8° 53′ 36″ O  | 1992                   | 2003                  |                       | Q108086459  |
| GR-33              | Fontanivas-Sonduritg               | Disentis/Mustér                                | Vorderrhein                                | Fliessgewässer      | 148670            | 7,02                      | 46° 41′ 53″ N, 8° 51′ 33″ O  | 1992                   | 2003                  |                       | Q108086462  |
| GR-34              | Gravas                             | Tujetsch                                       | Vorderrhein                                | Fliessgewässer      | 148672            | 10,65                     | 46° 40′ 40″ N, 8° 47′ 47″ O  | 1992                   | 2003                  | oder                  | Q108086465  |
| GR-35              | Ogna da Pardiala                   | Breil/Brigels, Ilanz/Glion, Waltensburg/Vuorz  | Vorderrhein                                | Fliessgewässer      | 148656            | 101,97                    | 46° 45′ 56″ N, 9° 6′ 48″ O   | 1992                   | 2003                  |                       | Q108204183  |
| GR/TI-157          | Isola                              | GR: San Vittore TI: Lumino                     | Moesa                                      | Fliessgewässer      | 148730            | 14,74 (GR: 8,40 TI: 6,34) | 46° 13′ 52″ N, 9° 4′ 55″ O   | 1992                   |                       |                       | Q108086541  |
| GR-158             | Ai Fornas                          | Roveredo, San Vittore                          | Moesa                                      | Fliessgewässer      | 148731            | 36,86                     | 46° 13′ 48″ N, 9° 5′ 42″ O   | 1992                   | 2003                  | oder                  | Q108086542  |
| GR-160             | Pascoletto                         | Grono                                          | Moesa                                      | Fliessgewässer      | 148729            | 24,68                     | 46° 15′ 3″ N, 9° 9′ 29″ O    | 1992                   |                       | oder                  | Q108086540  |
| GR-161             | Rosera                             | Lostallo                                       | Moesa                                      | Fliessgewässer      | 148725            | 35,28                     | 46° 17′ 57″ N, 9° 11′ 11″ O  | 1992                   | 2003                  |                       | Q108086536  |
| GR-162             | Pomareda                           | Lostallo, Soazza                               | Moesa                                      | Fliessgewässer      | 148720            | 60,33                     | 46° 20′ 41″ N, 9° 12′ 57″ O  | 1992                   | 2003                  |                       | Q108086531  |
| GR-164             | Canton                             | Mesocco, Soazza                                | Moesa                                      | Fliessgewässer      | 148717            | 8,59                      | 46° 22′ 26″ N, 9° 13′ 45″ O  | 1992                   |                       | oder                  | Q108086527  |
| GR-166             | Pian di Alne                       | Calanca, Rossa                                 | Calancasca                                 | Fliessgewässer      | 148718            | 40,69                     | 46° 20′ 40″ N, 9° 7′ 18″ O   | 1992                   | 2003                  | oder                  | Q108086528  |
| GR-174             | Strada                             | Valsot                                         | Inn                                        | Fliessgewässer      | 148636            | 28,48                     | 46° 51′ 40″ N, 10° 25′ 56″ O | 1992                   | 2003                  |                       | Q108086412  |
| GR-176             | Plan-Sot                           | Valsot                                         | Inn                                        | Fliessgewässer      | 148640            | 22,92                     | 46° 50′ 48″ N, 10° 25′ 15″ O | 1992                   | 2003, 2017            | oder                  | Q108086419  |
| GR-177             | Panas-ch-Resgia                    | Scuol, Valsot                                  | Inn                                        | Fliessgewässer      | 148644            | 77,01                     | 46° 49′ 46″ N, 10° 23′ 33″ O | 1992                   | 2003, 2017            |                       | Q108086422  |
| GR-181             | Lischana-Suronnas                  | Scuol                                          | Inn                                        | Fliessgewässer      |                   | 8,53                      | 46° 47′ 54″ N, 10° 18′ 57″ O | 1992                   |                       | oder                  | Q108086442  |
| GR-185             | Sotruinas                          | Zernez                                         | Inn                                        | Fliessgewässer      | 148659            | 3,24                      | 46° 45′ 18″ N, 10° 5′ 3″ O   | 1992                   |                       |                       | Q108086450  |
| GR-187             | Blaisch dal Piz dal Ras            | Zernez                                         | Susasca                                    | Fliessgewässer      | 148660            | 9,79                      | 46° 45′ 9″ N, 10° 2′ 19″ O   | 1992                   |                       | oder                  | Q108086451  |
| GR-188             | San Batrumieu                      | Madulain, Zuoz                                 | Inn                                        | Fliessgewässer      | 148685            | 17,35                     | 46° 35′ 27″ N, 9° 57′ 6″ O   | 1992                   | 2017                  |                       | Q108086481  |
| GR-190             | Isla Glischa-Arvins-Seglias        | Bever, La Punt-Chamues-ch, Samedan             | Inn, Ova Chamuera                          | Fliessgewässer      | 148689            | 86,74                     | 46° 33′ 36″ N, 9° 54′ 39″ O  | 1992                   |                       |                       | Q108086486  |
| GR-194             | Flaz                               | Celerina/Schlagigna, Samedan                   | Flaz, Inn                                  | Fliessgewässer      | 148695            | 10,06                     | 46° 31′ 31″ N, 9° 51′ 56″ O  | 1992                   |                       |                       | Q108086491  |
| GR-195             | II Rom Valchava-Graveras (Müstair) | Val Müstair                                    | Il Rom                                     | Fliessgewässer      | 148682            | 31,14                     | 46° 36′ 28″ N, 10° 25′ 21″ O | 1992                   | 2003                  | oder                  | Q108086477  |
| GR-379             | Val Cristallina                    | Medel (Lucmagn)                                | Rein da Cristallina                        | Fliessgewässer      | 555597176         | 25,27                     | 46° 36′ 24″ N, 8° 51′ 6″ O   | 2017                   |                       |                       | Q108086309  |
| GR-380             | Alp Val Tenigia                    | Sumvitg                                        | Rein da Sumvitg                            | Fliessgewässer      | 347542            | 28,15                     | 46° 39′ 44″ N, 8° 58′ 56″ O  | 2003                   |                       |                       | Q108089141  |
| GR-385             | Ruinaulta                          | Bonaduz, Flims, Safiental, Sagogn, Trin        | Rein Anteriur                              | Fliessgewässer      | 555597177         | 103,34                    | 46° 48′ 8″ N, 9° 18′ 56″ O   | 2017                   |                       |                       | Q108086310  |
| GR-387             | Safien Platz-Carfil                | Safiental                                      | Rabiusa                                    | Fliessgewässer      | 555597178         | 67,60                     | 46° 41′ 48″ N, 9° 19′ 8″ O   | 2017                   |                       |                       | Q108086311  |
| GR-389             | Saas-Klosters                      | Conters im Prättigau, Klosters-Serneus         | Landquart                                  | Fliessgewässer      | 555597179         | 78,77                     | 46° 53′ 27″ N, 9° 50′ 15″ O  | 2017                   |                       |                       | Q108086312  |
| GR-390             | Sardasca                           | Klosters-Serneus                               | Verstancla Bach                            | Fliessgewässer      | 555597180         | 18,63                     | 46° 51′ 29″ N, 10° 0′ 21″ O  | 2017                   |                       | oder                  | Q108086313  |
| GR-391             | Borgonovo-Stampa-Campac            | Bregaglia                                      | Maira                                      | Fliessgewässer      | 555597181         | 46,02                     | 46° 20′ 53″ N, 9° 35′ 42″ O  | 2017                   |                       |                       | Q108086314  |
| GR-392             | Cavril                             | Bregaglia                                      | Orlegna                                    | Fliessgewässer      | 555597182         | 9,31                      | 46° 20′ 53″ N, 9° 35′ 42″ O  | 2017                   |                       | oder                  | Q108086315  |
| GR-393             | Isola/Plan Grand                   | Bregaglia, Sils im Engadin/Segl                | Aua da Fedoz, Lei da Segl                  | Delta               | 347540            | 15,45                     | 46° 25′ 1″ N, 9° 44′ 39″ O   | 2003                   |                       |                       | Q108089138  |
| GR-394             | Ova da Roseg                       | Pontresina                                     | Ova da Roseg                               | Fliessgewässer      | 347557            | 15,65                     | 46° 28′ 49″ N, 9° 53′ 34″ O  | 2003                   |                       |                       | Q108089159  |
| GR-395             | Val Trupchun                       | S-chanf                                        | Ova da Varusch, Ova da Trupchun            | Fliessgewässer      | 555597183         | 22,17                     | 46° 36′ 34″ N, 10° 1′ 52″ O  | 2017                   |                       | oder                  | Q108086316  |
| GR-396             | Ova dal Fuorn                      | Zernez                                         | Ova dal Fuorn                              | Fliessgewässer      | 347535            | 18,38                     | 46° 39′ 29″ N, 10° 11′ 39″ O | 2003                   |                       |                       | Q108089132  |
| GR-397             | Ravitschana                        | Scuol                                          | Clemgia                                    | Fliessgewässer      | 555597184         | 14,62                     | 46° 43′ 22″ N, 10° 18′ 56″ O | 2017                   |                       |                       | Q108086317  |
| GR-410             | Südwestlich von Übernolla          | Flerden, Tschappina, Urmein                    | Nolla                                      | Fliessgewässer      | 555597188         | 11,13                     | 46° 40′ 56″ N, 9° 24′ 3″ O   | 2017                   |                       | oder                  | Q108086322  |
| GR-411             | Cholplatz                          | Klosters-Serneus                               | Verstanclabach, Vereinabach                | Fliessgewässer      | 555597189         | 13,31                     | 46° 51′ 14″ N, 9° 57′ 9″ O   | 2017                   |                       |                       | Q108086323  |
| GR-1006            | Glatscher da Gavirolas             | Andiast, Walstensburg/Vuorz                    | Glatscher da Gavirolas, Glatscher da Fluaz | Gletschervorfeld    | 347536            | 111,52                    | 46° 51′ 16″ N, 9° 3′ 48″ O   | 2001                   | 2017                  | oder                  | Q108089133  |
| GR-1013            | Vadret Vallorgia                   | S-chanf                                        | Vadret Vallorgia                           | Gletschervorfeld    | 347539            | 102,99                    | 46° 41′ 0″ N, 9° 56′ 55″ O   | 2001                   | 2017                  |                       | Q108089137  |
| GR-1017            | Vadret da Grialetsch               | Zernez                                         | Vadret da Grialetsch                       | Gletschervorfeld    | 347549            | 295,95                    | 46° 42′ 15″ N, 9° 58′ 41″ O  | 2001                   | 2017                  |                       | Q108089149  |
| GR-1020            | Silvrettagletscher                 | Klosters-Serneus                               | Silvrettagletscher, Verstanclagletscher    | Gletschervorfeld    | 347541            | 213,04                    | 46° 51′ 6″ N, 10° 3′ 45″ O   | 2001                   | 2017                  |                       | Q108089139  |
| GR-1044            | Vadrec da la Bondasca              | Bregaglia                                      | Vadrec da la Bondasca, Vadrec dal Cengal   | Gletschervorfeld    | 347543            | 192,23                    | 46° 18′ 33″ N, 9° 36′ 14″ O  | 2001                   | 2017                  |                       | Q108089142  |
| GR-1046            | Vadrec del Forno                   | Bregaglia                                      | Vadrec del Forno                           | Margine proglaciale | 347544            | 210,65                    | 46° 20′ 35″ N, 9° 42′ 8″ O   | 2001                   | 2017                  |                       | Q108089143  |
| GR-1057            | Tambogletscher                     | Splügen                                        | Tambogletscher                             | Gletschervorfeld    | 347545            | 83,54                     | 46° 20′ 35″ N, 9° 42′ 8″ O   | 2001                   | 2017                  |                       | Q108089144  |
| GR-1061            | Paradiesgletscher                  | Hinterrhein                                    | Paradiesgletscher                          | Gletschervorfeld    | 347546            | 346,35                    | 46° 29′ 37″ N, 9° 4′ 9″ O    | 2001                   | 2017                  |                       | Q108089145  |
| GR-1063            | Canal Gletscher                    | Vals                                           | Canal Gletscher                            | Gletschervorfeld    | 347547            | 283,40                    | 46° 31′ 40″ N, 9° 5′ 16″ O   | 2001                   | 2017                  |                       | Q108089147  |
| GR-1066            | Fanellgletscher                    | Vals                                           | Fanellgletscher                            | Gletschervorfeld    | 347548            | 232,16                    | 46° 32′ 27″ N, 9° 8′ 32″ O   | 2001                   | 2017                  |                       | Q108089148  |
| GR-1231            | Vadrec da Fedoz                    | Bregaglia                                      | Vadrec da Fedoz                            | Margine proglaciale | 347567            | 166,74                    | 46° 21′ 27″ N, 9° 45′ 59″ O  | 2001                   | 2017                  |                       | Q108089171  |
| GR-1235            | Vadret da Roseg                    | Samedan                                        | Vadret da Roseg, Vadret da Tschierva       | Gletschervorfeld    | 347577            | 585,50                    | 46° 24′ 28″ N, 9° 51′ 26″ O  | 2001                   | 2017                  |                       | Q108089182  |
| GR-1238            | Vadret da Morteratsch              | Pontresina                                     | Vadret da Morteratsch                      | Gletschervorfeld    | 347578            | 276,92                    | 46° 25′ 38″ N, 9° 56′ 0″ O   | 2001                   | 2017                  |                       | Q108089183  |
| GR-1246            | Glatscher da Plattas               | Medel (Lucmagn)                                | Glatscher da Plattas                       | Gletschervorfeld    | 347579            | 201,72                    | 46° 38′ 9″ N, 8° 54′ 4″ O    | 2001                   | 2017                  |                       | Q108089198  |
| GR-1247            | Glatscher da Lavaz                 | Medel (Lucmagn)                                | Glatscher da Lavaz                         | Gletschervorfeld    | 347580            | 209,44                    | 46° 37′ 58″ N, 8° 56′ 17″ O  | 2001                   | 2017                  |                       | Q108089199  |
| GR-1252            | Vadret da Porchabella              | Bergün/Bravuogn, S-chanf                       | Vadret da Porchabella                      | Gletschervorfeld    | 347581            | 250,41                    | 46° 38′ 7″ N, 9° 52′ 42″ O   | 2001                   | 2017                  |                       | Q108089200  |
| GR-1254            | Vadret da Palü                     | Poschiavo                                      | Vadret da Palü                             | Gletschervorfeld    | 347673            | 134,29                    | 46° 22′ 17″ N, 10° 0′ 21″ O  | 2001                   |                       |                       | Q108089336  |
| GR-1258            | Vadret da Fenga "Süd"              | Scuol, Valsot                                  | Vadret da Fenga S                          | Fliessgewässer      | 347534            | 182,21                    | 46° 52′ 42″ N, 10° 14′ 44″ O | 2001                   | 2017                  |                       | Q108089131  |
| GR-1262            | Glatschiu dil Segnas               | Flims                                          | Glatschiu dil Segnas                       | Gletschervorfeld    | 347652            | 180,98                    | 46° 53′ 43″ N, 9° 14′ 51″ O  | 2001                   | 2017                  | oder                  | Q108089314  |
| GR-1301            | Val Frisal                         | Breil/Brigels                                  | Flem                                       | Alpine Schwemmebene |                   | 47,17                     | 46° 48′ 11″ N, 9° 0′ 53″ O   | 2001                   | 2017                  |                       | Q108205015  |
| GR-1310            | Rabiusa Engi                       | Safiental                                      | Rabiusa                                    | Alpine Schwemmebene | 347761            | 41,84                     | 46° 36′ 50″ N, 9° 16′ 48″ O  | 2001                   | 2017                  |                       | Q108205017  |
| GR-1315            | Pradatsch, Val Plavna              | Scuol                                          | Aue da Plavna                              | Alpine Schwemmebene | 347762            | 21,61                     | 46° 43′ 48″ N, 10° 14′ 9″ O  | 2001                   |                       |                       | Q108205018  |
| GR-1316            | Plaun Segnas Sut                   | Flims                                          | Ual Segnas                                 | Alpine Schwemmebene | 347763            | 51,14                     | 46° 52′ 36″ N, 9° 13′ 59″ O  | 2001                   |                       |                       | Q108205019  |
| GR-1320            | Plaun la Greina                    | Lumnezia                                       | Rein da Sumvitg                            | Alpine Schwemmebene | 347764            | 38,97                     | 46° 52′ 36″ N, 9° 13′ 59″ O  | 1992                   | 2001                  |                       | Q108205020  |
| GR-1323            | Lampertschalp                      | Vals                                           | Valser Rhein                               | Alpine Schwemmebene | 347775            | 29,90                     | 46° 33′ 14″ N, 9° 3′ 4″ O    | 2001                   |                       |                       | Q108205030  |
| GR-1342            | Bergalga                           | Avers                                          | Bergalgabach                               | Alpine Schwemmebene | 347758            | 20,95                     | 46° 26′ 21″ N, 9° 33′ 2″ O   | 2001                   | 2017                  | oder                  | Q108068996  |
| GR-1346            | Alp Curtegns                       | Surses                                         | Ava da Nandro                              | Alpine Schwemmebene | 555597200         | 19,56                     | 46° 32′ 58″ N, 9° 33′ 10″ O  | 2017                   |                       |                       | Q108086335  |
| GR-1347            | Ragn d’Err                         | Surses                                         | Ragn d'Err                                 | Alpine Schwemmebene | 347768            | 10,04                     | 46° 33′ 46″ N, 9° 42′ 6″ O   | 2001                   |                       |                       | Q108205024  |
| GR-1348            | Plaun Vadret, Val Fex              | Sils im Engadin/Segl                           | Fedacla                                    | Alpine Schwemmebene | 347769            | 20,65                     | 46° 22′ 38″ N, 9° 47′ 24″ O  | 2001                   |                       |                       | Q108205025  |
| GR-1404            | Aua da Fedoz                       | Bregaglia                                      | Aua da Fedoz                               | Alpine Schwemmebene | 347773            | 21,45                     | 46° 23′ 30″ N, 9° 45′ 9″ O   | 2001                   |                       | oder                  | Q108205029  |
| GR-1405            | Glatscher Davos la Buora           | Medel (Lucmagn)                                | Glatscher Davos la Buora                   | Gletscher Vorfeld   | 347750            | 119,65                    | 46° 37′ 44″ N, 8° 52′ 42″ O  | 2001                   | 2017                  |                       | Q108205007  |
| 74                 | Objekte insgesamt                  | Objekte insgesamt                              | Objekte insgesamt                          | Objekte insgesamt   | Objekte insgesamt | 6'458,84                  | ha gesamte Auenfläche        | ha gesamte Auenfläche  | ha gesamte Auenfläche | ha gesamte Auenfläche |             |

(Teilliste ändern)

### Liste der Auengebiete im Kanton Jura
| Objekt (Swisstopo) | Gebietsname Lokalität | Gemeinde(n)          | Gewässer          | Auen-Typ          | CDDA- Sitecode    | Fläche in ha | Koordinate                 | im Bundesinventar seit | Bild oder             | Wikidata-ID           |
| ------------------ | --------------------- | -------------------- | ----------------- | ----------------- | ----------------- | ------------ | -------------------------- | ---------------------- | --------------------- | --------------------- |
| JU-144             | La Réchesse           | Clos du Doubs        | Le Doubs          | Fliessgewässer    | 148605            | 19,63        | 47° 19′ 6″ N, 7° 5′ 21″ O  | 1992                   |                       | Q108086379            |
| JU-145             | La Lomenne            | Clos du Doubs        | Le Doubs          | Fliessgewässer    | 148603            | 27,15        | 47° 21′ 28″ N, 7° 10′ 0″ O | 1992                   |                       | Q108086377            |
| JU-399             | Clairbief             | Saignelégier, Soubey | Le Doubs          | Fliessgewässer    | 347621            | 12,81        | 47° 18′ 8″ N, 7° 0′ 59″ O  | 2007                   |                       | Q108089244            |
| 3                  | Objekte insgesamt     | Objekte insgesamt    | Objekte insgesamt | Objekte insgesamt | Objekte insgesamt | 59,59        | ha gesamte Auenfläche      | ha gesamte Auenfläche  | ha gesamte Auenfläche | ha gesamte Auenfläche |

(Teilliste ändern)

### Liste der Auengebiete im Kanton Luzern
| Objekt (Swisstopo) | Gebietsname Lokalität | Gemeinde(n)                               | Gewässer                         | Auen-Typ          | CDDA- Sitecode    | Fläche in ha | Koordinate                | im Bundesinventar seit | Revision              | Bild oder             | Wikidata-ID           |
| ------------------ | --------------------- | ----------------------------------------- | -------------------------------- | ----------------- | ----------------- | ------------ | ------------------------- | ---------------------- | --------------------- | --------------------- | --------------------- |
| LU-98              | Ämmenmatt             | Doppleschwand, Entlebuch, Hasle, Wolhusen | Kleine Emme                      | Fliessgewässer    | 148620            | 46,77        | 47° 0′ 51″ N, 8° 3′ 48″ O | 1992                   | 2003                  |                       | Q108086396            |
| LU-338             | Unterer Schiltwald    | Buchrain, Emmen, Eschenbach               | Rotbach                          | Fliessgewässer    | 347639            | 89,77        | 47° 6′ 26″ N, 8° 20′ 0″ O | 2003                   |                       | oder                  | Q108089296            |
| LU-339             | Badhus-Graben         | Doppleschwand, Romoos                     | Grosse Fontannen                 | Fliessgewässer    | 347640            | 10,04        | 47° 1′ 11″ N, 8° 2′ 32″ O | 2003                   |                       | oder                  | Q108089298            |
| LU-340             | Entlental             | Entlebuch, Hasle                          | Entlen                           | Fliessgewässer    | 347641            | 96,36        | 46° 57′ 40″ N, 8° 6′ 0″ O | 2003                   |                       | oder                  | Q108089299            |
| LU-341             | Flühli                | Flühli                                    | Hohwäldlibach, Rotbach, Waldemme | Fliessgewässer    | 347642            | 45,67        | 46° 52′ 3″ N, 8° 1′ 19″ O | 1992                   |                       |                       | Q108089300            |
| 5                  | Objekte insgesamt     | Objekte insgesamt                         | Objekte insgesamt                | Objekte insgesamt | Objekte insgesamt | 288,61       | ha gesamte Auenfläche     | ha gesamte Auenfläche  | ha gesamte Auenfläche | ha gesamte Auenfläche | ha gesamte Auenfläche |

(Teilliste ändern)

### Liste der Auengebiete im Kanton Neuenburg
| Objekt (Swisstopo) | Gebietsname Lokalität | Gemeinde(n)                   | Gewässer                  | Auen-Typ          | CDDA- Sitecode    | Fläche in ha                 | Koordinate                 | im Bundesinventar seit | Bild oder             | Wikidata-ID           |
| ------------------ | --------------------- | ----------------------------- | ------------------------- | ----------------- | ----------------- | ---------------------------- | -------------------------- | ---------------------- | --------------------- | --------------------- |
| BE/NE-209          | Seewald-Fanel         | NE: La Tène BE: Gampelen, Ins | Zihlkanal, Neuenburgersee | Seeufer           | 148622            | 315,11 (NE: 9,45 BE: 305,66) | 46° 59′ 44″ N, 7° 2′ 16″ O | 1992                   | oder                  | Q108086398            |
| NE-306             | Préfargier            | La Tène                       | Neuenburgersee            | Seeufer           | 555597161         | 52,38                        | 47° 0′ 19″ N, 7° 0′ 20″ O  | 2017                   | oder                  | Q108086278            |
| 2                  | Objekte insgesamt     | Objekte insgesamt             | Objekte insgesamt         | Objekte insgesamt | Objekte insgesamt | 367,49                       | ha gesamte Auenfläche      | ha gesamte Auenfläche  | ha gesamte Auenfläche | ha gesamte Auenfläche |

(Teilliste ändern)

### Liste der Auengebiete im Kanton Nidwalden
Der Kanton Nidwalden hat keine Gebiete ausgewiesen.

### Liste der Auengebiete im Kanton Obwalden
| Objekt (Swisstopo) | Gebietsname Lokalität | Gemeinde(n)                    | Gewässer                               | Auen-Typ          | CDDA- Sitecode    | Fläche in ha                | Koordinate                  | im Bundesinventar seit | Revision              | Bild oder             | Wikidata-ID           |
| ------------------ | --------------------- | ------------------------------ | -------------------------------------- | ----------------- | ----------------- | --------------------------- | --------------------------- | ---------------------- | --------------------- | --------------------- | --------------------- |
| OW-99              | Schlierenrüti         | Alpnach                        | Grosse Schliere                        | Fliessgewässer    | 148630            | 10,82                       | 46° 55′ 52″ N, 8° 16′ 46″ O | 1992                   |                       | oder                  | Q108086407            |
| OW-100             | Städerried            | Alpnach                        | Alpnachersee, Chli Schliere, Sarner Aa | Delta             | 148628            | 49,27                       | 46° 57′ 9″ N, 8° 17′ 28″ O  | 1992                   |                       |                       | Q108086404            |
| OW-101             | Laui                  | Giswil                         | Gross Laui                             | Fliessgewässer    | 148641            | 74,37                       | 46° 50′ 22″ N, 8° 9′ 17″ O  | 1992                   | 2007                  | oder                  | Q108086420            |
| OW-102             | Steinibach            | Giswil, Sarnen                 | Gerisbach, Sarnersee, Steinibach       | Fliessgewässer    | 148637            | 27,02                       | 46° 51′ 27″ N, 8° 11′ 15″ O | 1992                   |                       | oder                  | Q108086415            |
| OW/UR-352          | Alpenrösli-Herrenrüti | OW: Engelberg UR: Attinghausen | Engelberger Aa                         | Fliessgewässer    | 347649            | 34,99 (OW: 23,44 UR: 11,55) | 46° 47′ 44″ N, 8° 28′ 34″ O | 2003                   |                       |                       | Q108089311            |
| 5                  | Objekte insgesamt     | Objekte insgesamt              | Objekte insgesamt                      | Objekte insgesamt | Objekte insgesamt | 196,47                      | ha gesamte Auenfläche       | ha gesamte Auenfläche  | ha gesamte Auenfläche | ha gesamte Auenfläche | ha gesamte Auenfläche |

(Teilliste ändern)

### Liste der Auengebiete im Kanton St. Gallen
| Objekt (Swisstopo) | Gebietsname Lokalität         | Gemeinde(n)                                  | Gewässer                    | Auen-Typ          | CDDA- Sitecode    | Fläche in ha               | Koordinate                  | im Bundesinventar seit | Revision              | Bild oder             | Wikidata-ID           |
| ------------------ | ----------------------------- | -------------------------------------------- | --------------------------- | ----------------- | ----------------- | -------------------------- | --------------------------- | ---------------------- | --------------------- | --------------------- | --------------------- |
| SG/TG-12           | Ghöggerhütte                  | SG: Niederbüren TG: Bischofszell             | Thur                        | Fliessgewässer    | 148593            | 19,22 (SG: 2,31 TG: 16,91) | 47° 28′ 59″ N, 9° 12′ 43″ O | 1992                   |                       | oder                  | Q108086353            |
| SG-14              | Glatt nordwestlich Flawil     | Flawil, Oberbüren, Oberuzwil, Uzwil          | Glatt                       | Fliessgewässer    | 148597            | 97,02                      | 47° 25′ 51″ N, 9° 10′ 26″ O | 1992                   | 2017                  |                       | Q108086372            |
| SG-16              | Gillhof-Glattburg             | Niederhelfenschwil, Oberbüren, Uzwil, Zuzwil | Thur                        | Fliessgewässer    | 148595            | 67,81                      | 47° 27′ 34″ N, 9° 8′ 16″ O  | 1992                   |                       |                       | Q108086355            |
| SG-18              | Thurauen Wil-Weieren          | Uzwil, Wil, Zuzwil                           | Thur                        | Fliessgewässer    | 148596            | 80,74                      | 47° 27′ 21″ N, 9° 5′ 19″ O  | 1992                   |                       |                       | Q108086371            |
| SG-19              | Thur und Necker bei Lütisburg | Bütschwil-Ganterschwil, Lütisburg, Neckertal | Necker, Thur                | Fliessgewässer    | 148600            | 94,46                      | 47° 22′ 55″ N, 9° 5′ 59″ O  | 1992                   | 2003                  |                       | Q108086375            |
| SG-219             | Altenrhein                    | Thal                                         | Bodensee                    | Delta             | 148591            | 29,85                      | 47° 29′ 44″ N, 9° 33′ 14″ O | 1992                   |                       |                       | Q108086351            |
| SG-369             | Goldachtobel                  | Goldach, Mörschwil, St. Gallen, Untereggen   | Goldach                     | Fliessgewässer    | 347561            | 27,41                      | 47° 27′ 26″ N, 9° 26′ 14″ O | 2003                   | 2017                  |                       | Q108204989            |
| AR/SG-371          | Ampferenboden                 | SG: Nesslau AR: Urnäsch                      | Necker                      | Fliessgewässer    | 347562            | 5,58 (SG: 3,57 AR: 2,01)   | 47° 15′ 45″ N, 9° 15′ 21″ O | 2003                   |                       |                       | Q108089165            |
| SG-373             | Schilstal/Sand                | Flums                                        | Fanbach, Furschbach, Schils | Fliessgewässer    | 347563            | 13,51                      | 47° 3′ 5″ N, 9° 16′ 47″ O   | 2003                   |                       | oder                  | Q108089166            |
| SG-374             | Rheinau/Cholau                | Sevelen, Wartau                              | Mülbach, Rhein              | Fliessgewässer    | 347564            | 71,72                      | 47° 6′ 27″ N, 9° 30′ 42″ O  | 2003                   |                       |                       | Q108089168            |
| SG-376             | Sarelli-Rosenbergli           | Bad Ragaz                                    | Rhein                       | Fliessgewässer    | 347565            | 30,21                      | 46° 59′ 11″ N, 9° 31′ 55″ O | 2003                   |                       | oder                  | Q108089169            |
| SG-412             | Görbsbach                     | Pfäfers                                      | Görbsbach                   | Fliessgewässer    | 555597190         | 8,43                       | 46° 53′ 47″ N, 9° 25′ 49″ O | 2017                   |                       | oder                  | Q108086324            |
| 12                 | Objekte insgesamt             | Objekte insgesamt                            | Objekte insgesamt           | Objekte insgesamt | Objekte insgesamt | 545,96                     | ha gesamte Auenfläche       | ha gesamte Auenfläche  | ha gesamte Auenfläche | ha gesamte Auenfläche | ha gesamte Auenfläche |

(Teilliste ändern)

### Liste der Auengebiete im Kanton Schaffhausen
| Objekt (Swisstopo) | Gebietsname Lokalität | Gemeinde(n)                                                                  | Gewässer          | Auen-Typ          | CDDA- Sitecode    | Fläche in ha                  | Koordinate                  | im Bundesinventar seit | Revision              | Bild oder             | Wikidata-ID           |
| ------------------ | --------------------- | ---------------------------------------------------------------------------- | ----------------- | ----------------- | ----------------- | ----------------------------- | --------------------------- | ---------------------- | --------------------- | --------------------- | --------------------- |
| SH-4               | Seldenhalde           | Schleitheim                                                                  | Wutach            | Fliessgewässer    | 148580            | 22,79                         | 47° 45′ 47″ N, 8° 28′ 41″ O | 1992                   | 2003, 2017            | oder                  | Q108086339            |
| SH/ZH-5            | Eggrank-Thurspitz     | SH: Buchberg, Rüdlingen ZH: Andelfingen, Flaach, Kleinandelfingen, Marthalen | Thur, Rhein       | Fliessgewässer    | 148583            | 433,31 (SH: 47,66 ZH: 385,65) | 47° 35′ 22″ N, 8° 36′ 50″ O | 1992                   |                       |                       | Q108086343            |
| SH-342             | Bibermüli             | Hemishofen, Ramsen                                                           | Biber             | Fliessgewässer    | 347643            | 9,87                          | 47° 40′ 59″ N, 8° 48′ 37″ O | 2003                   |                       | oder                  | Q108089302            |
| 3                  | Objekte insgesamt     | Objekte insgesamt                                                            | Objekte insgesamt | Objekte insgesamt | Objekte insgesamt | 465,97                        | ha gesamte Auenfläche       | ha gesamte Auenfläche  | ha gesamte Auenfläche | ha gesamte Auenfläche | ha gesamte Auenfläche |

(Teilliste ändern)

### Liste der Auengebiete im Kanton Schwyz
| Objekt (Swisstopo) | Gebietsname Lokalität | Gemeinde(n)                               | Gewässer                          | Auen-Typ          | CDDA- Sitecode    | Fläche in ha                | Koordinate                  | im Bundesinventar seit | Bild oder             | Wikidata-ID           |
| ------------------ | --------------------- | ----------------------------------------- | --------------------------------- | ----------------- | ----------------- | --------------------------- | --------------------------- | ---------------------- | --------------------- | --------------------- |
| SZ-104             | Tristel               | Muotathal                                 | Muota                             | Fliessgewässer    | 148625            | 4,89                        | 46° 58′ 40″ N, 8° 44′ 13″ O | 1992                   | oder                  | Q108086401            |
| SZ/ZG-110          | Biber im Ägeriried    | SZ: Einsiedeln, Rothenthurm ZG: Oberägeri | Biber                             | Fliessgewässer    | 148613            | 32,21 (SZ: 14,82 ZG: 17,39) | 47° 7′ 46″ N, 8° 40′ 55″ O  | 1992                   |                       | Q108086388            |
| SZ-225             | Aahorn                | Lachen                                    | Obersee (Zürichsee), Wägitaler-Aa | Delta             | 148610            | 9,90                        | 47° 12′ 7″ N, 8° 51′ 13″ O  | 1992                   |                       | Q108086384            |
| 3                  | Objekte insgesamt     | Objekte insgesamt                         | Objekte insgesamt                 | Objekte insgesamt | Objekte insgesamt | 47,0                        | ha gesamte Auenfläche       | ha gesamte Auenfläche  | ha gesamte Auenfläche | ha gesamte Auenfläche |

(Teilliste ändern)

### Liste der Auengebiete im Kanton Solothurn
| Objekt (Swisstopo) | Gebietsname Lokalität | Gemeinde(n)                                 | Gewässer          | Auen-Typ          | CDDA- Sitecode    | Fläche in ha               | Koordinate                  | im Bundesinventar seit | Bild                  | Wikidata-ID           |
| ------------------ | --------------------- | ------------------------------------------- | ----------------- | ----------------- | ----------------- | -------------------------- | --------------------------- | ---------------------- | --------------------- | --------------------- |
| SO-45              | Emmenschachen         | Luterbach, Zuchwil                          | Aare, Emme        | Fliessgewässer    | 148608            | 15,00                      | 47° 13′ 0″ N, 7° 34′ 24″ O  | 1992                   |                       | Q108086382            |
| BE/SO-221          | Aare bei Altreu       | SO: Bettlach, Selzach BE: Arch, Leuzigen    | Aare              | Fliessgewässer    | 148611            | 20,51 (SO: 8,20 BE: 12,31) | 47° 11′ 3″ N, 7° 26′ 26″ O  | 1992                   |                       | Q108086385            |
| SO-413             | Wöschnau              | Eppenberg-Wöschnau, Erlinsbach, Schönenwerd | Aare              | Fliessgewässer    | 555597191         | 37,99                      | 47° 23′ 17″ N, 8° 1′ 12″ O  | 2017                   |                       | Q108086325            |
| AG/SO-414          | Ruppoldingen          | SO: Boningen, Olten AG: Rothrist            | Aare              | Fliessgewässer    | 555597192         | 38,64 (SO: 31,30 AG: 7,34) | 47° 18′ 42″ N, 7° 52′ 44″ O | 2017                   |                       | Q108086326            |
| 4                  | Objekte insgesamt     | Objekte insgesamt                           | Objekte insgesamt | Objekte insgesamt | Objekte insgesamt | 112,14                     | ha gesamte Auenfläche       | ha gesamte Auenfläche  | ha gesamte Auenfläche | ha gesamte Auenfläche |

(Teilliste ändern)

### Liste der Auengebiete im Kanton Tessin
| Objekt (Swisstopo) | Gebietsname Lokalität     | Gemeinde(n)                                        | Gewässer                                                                          | Auen-Typ          | CDDA- Sitecode    | Fläche in ha              | Koordinate                  | im Bundesinventar seit | Revision              | Bild oder             | Wikidata-ID           |
| ------------------ | ------------------------- | -------------------------------------------------- | --------------------------------------------------------------------------------- | ----------------- | ----------------- | ------------------------- | --------------------------- | ---------------------- | --------------------- | --------------------- | --------------------- |
| TI-146             | Bosco dei Valloni         | Bedretto                                           | Ticino                                                                            | Fliessgewässer    | 148701            | 13,24                     | 46° 30′ 21″ N, 8° 31′ 3″ O  | 1992                   |                       | oder                  | Q108086499            |
| TI-147             | Soria                     | Bedretto                                           | Ticino                                                                            | Fliessgewässer    | 148700            | 15,64                     | 46° 30′ 48″ N, 8° 32′ 15″ O | 1992                   |                       | oder                  | Q108086498            |
| TI-148             | Geròra                    | Airolo                                             | Ticino                                                                            | Fliessgewässer    | 148699            | 9,91                      | 46° 31′ 10″ N, 8° 33′ 34″ O | 1992                   | 2003                  | oder                  | Q108086496            |
| TI-149             | Albinasca                 | Airolo                                             | Ticino                                                                            | Fliessgewässer    | 148698            | 2,74                      | 46° 31′ 23″ N, 8° 34′ 44″ O | 1992                   |                       | oder                  | Q108086495            |
| TI-150             | Bolla di Loderio          | Biasca, Serravalle                                 | Brenno                                                                            | Fliessgewässer    | 148715            | 112,33                    | 46° 23′ 12″ N, 8° 58′ 44″ O | 1992                   |                       | oder                  | Q108086525            |
| TI-151             | Brenno di Blenio          | Acquarossa, Blenio, Serravalle                     | Brenno                                                                            | Fliessgewässer    | 148696            | 214,07                    | 46° 28′ 36″ N, 8° 57′ 5″ O  | 1992                   |                       |                       | Q108086492            |
| TI-155             | Campall                   | Blenio                                             | Brenno del Lucomagno                                                              | Fliessgewässer    | 148697            | 43,49                     | 46° 31′ 19″ N, 8° 52′ 3″ O  | 1992                   |                       | oder                  | Q108086493            |
| TI-156             | Bassa                     | Lumino                                             | Moesa                                                                             | Fliessgewässer    | 148733            | 6,95                      | 46° 13′ 28″ N, 9° 3′ 36″ O  | 1992                   |                       | oder                  | Q108086545            |
| TI-157             | Isola                     | TI: Lumino GR: San Vittore                         | Moesa                                                                             | Fliessgewässer    | 148730            | 14,74 (TI: 6,34 GR: 8,40) | 46° 13′ 52″ N, 9° 4′ 55″ O  | 1992                   |                       | oder                  | Q108086541            |
| TI-167             | Boschetti                 | Gudo, Sementina                                    | Ticino                                                                            | Fliessgewässer    | 148736            | 54,32                     | 46° 10′ 33″ N, 8° 58′ 17″ O | 1992                   |                       | oder                  | Q108086549            |
| TI-168             | Ciossa Antognini          | Cadenazzo, Cugnasco-Gerra, Gudo, Locarno           | Ticino                                                                            | Fliessgewässer    | 148738            | 44,02                     | 46° 9′ 47″ N, 8° 55′ 23″ O  | 1992                   |                       | oder                  | Q108086550            |
| TI-169             | Bolle di Magadino         | Gambarogno, Gorola, Locarno, Tenero-Contra         | Lago Maggiore, Ticino, Verzasca                                                   | Delta             | 148737            | 254,76                    | 46° 9′ 33″ N, 8° 51′ 59″ O  | 1992                   |                       |                       | Q3641750              |
| TI-170             | Saleggio                  | Avegno Gordevio, Maggia                            | Maggia                                                                            | Fliessgewässer    | 148732            | 71,38                     | 46° 13′ 45″ N, 8° 43′ 34″ O | 1992                   |                       | oder                  | Q108086544            |
| TI-171             | Maggia                    | Cevio, Maggia                                      | Maggia                                                                            | Fliessgewässer    | 148723            | 405,89                    | 46° 17′ 29″ N, 8° 39′ 9″ O  | 1992                   |                       | oder                  | Q108086534            |
| TI-172             | Somprei-Lovalt            | Lavizzara                                          | Maggia                                                                            | Fliessgewässer    | 148716            | 63,22                     | 46° 23′ 35″ N, 8° 39′ 14″ O | 1992                   | 2003                  | oder                  | Q108086526            |
| TI-227             | Sonlèrt-Sabbione          | Cevio                                              | Bavona                                                                            | Fliessgewässer    | 148713            | 80,93                     | 46° 23′ 2″ N, 8° 33′ 6″ O   | 1992                   |                       | oder                  | Q108086523            |
| TI-228             | Foce della Maggia         | Ascona, Locarno                                    | Lago Maggiore, Maggia                                                             | Delta             | 148739            | 10,53                     | 46° 9′ 5″ N, 8° 47′ 49″ O   | 1992                   |                       | oder                  | Q108086551            |
| TI-229             | Madonna del Piano         | Croglio, Monteggio                                 | Tresa                                                                             | Fliessgewässer    | 148748            | 15,13                     | 45° 58′ 58″ N, 8° 49′ 58″ O | 1992                   |                       | oder                  | Q108086562            |
| TI-357             | Ghirone                   | Blenio                                             | Brenno della Greina                                                               | Fliessgewässer    | 347617            | 18,68                     | 46° 34′ 16″ N, 8° 56′ 26″ O | 2003                   |                       | oder                  | Q108089239            |
| TI-358             | Chiggiogna-Lavorgo        | Faido                                              | Ticino                                                                            | Fliessgewässer    | 347551            | 28,25                     | 46° 27′ 2″ N, 8° 49′ 53″ O  | 2003                   | 2017                  | oder                  | Q108089151            |
| TI-359             | Biaschina-Giornico        | Giornico                                           | Ticino                                                                            | Fliessgewässer    | 347552            | 11,92                     | 46° 24′ 57″ N, 8° 51′ 47″ O | 2003                   |                       | oder                  | Q108089152            |
| TI-360             | Fontane                   | Serravalle                                         | Orino                                                                             | Fliessgewässer    | 347553            | 8,50                      | 46° 27′ 8″ N, 9° 3′ 1″ O    | 2003                   |                       | oder                  | Q108089154            |
| TI-361             | Madra                     | Serravalle                                         | Orino                                                                             | Fliessgewässer    | 347554            | 11,16                     | 46° 27′ 8″ N, 9° 3′ 1″ O    | 2003                   |                       | oder                  | Q108089155            |
| TI-362             | Calnegia                  | Cevio                                              | Fiume Calnegia                                                                    | Fliessgewässer    | 347555            | 11,94                     | 46° 21′ 28″ N, 8° 31′ 13″ O | 2003                   |                       | oder                  | Q108089156            |
| TI-363             | Mött di Tirman            | Campo (Vallemaggia)                                | Rio Colobiasca (laut Objektblatt) Rovana di Campo (laut Flussverlauf), cf. Rovana | Fliessgewässer    | 347556            | 23,26                     | 46° 16′ 32″ N, 8° 27′ 26″ O | 2003                   |                       | oder                  | Q108089157            |
| TI-364             | Sonogno-Brione            | Brione (Verzasca), Cugnasco-Gerra, Frasco, Sonogno | Verzasca                                                                          | Fliessgewässer    | 347566            | 113,00                    | 46° 19′ 43″ N, 8° 47′ 45″ O | 2003                   |                       | oder                  | Q108089170            |
| TI-365             | Ruscada                   | Cresciano                                          | Boggera                                                                           | Fliessgewässer    | 347558            | 8,57                      | 46° 18′ 17″ N, 9° 1′ 26″ O  | 2003                   |                       | oder                  | Q108089160            |
| TI-366             | Vezio-Aranno              | Alto Malcantone, Aranno, Miglieglia                | Magliasina                                                                        | Fliessgewässer    | 347550            | 22,93                     | 46° 1′ 47″ N, 8° 52′ 26″ O  | 2003                   |                       | oder                  | Q108089150            |
| TI-367             | Caslano                   | Caslano, Magliaso                                  | Lago di Lugano, Magliasina                                                        | Delta             | 347560            | 8,46                      | 45° 58′ 25″ N, 8° 53′ 29″ O | 2003                   |                       | oder                  | Q108089162            |
| TI-1079            | Ghiacciaio del Basòdino W | Cevio                                              | Ghiacciaio del Basòdino W                                                         | Gletschervorfeld  | 347574            | 83,76                     | 46° 25′ 45″ N, 8° 28′ 24″ O | 2001                   | 2017                  | oder                  | Q108089179            |
| 30                 | Objekte insgesamt         | Objekte insgesamt                                  | Objekte insgesamt                                                                 | Objekte insgesamt | Objekte insgesamt | 1'783,72                  | ha gesamte Auenfläche       | ha gesamte Auenfläche  | ha gesamte Auenfläche | ha gesamte Auenfläche | ha gesamte Auenfläche |

(Teilliste ändern)

### Liste der Auengebiete im Kanton Thurgau
| Objekt (Swisstopo) | Gebietsname Lokalität | Gemeinde(n)                                  | Gewässer          | Auen-Typ          | CDDA- Sitecode    | Fläche in ha               | Koordinate                  | im Bundesinventar seit | Revision              | Bild oder             | Wikidata-ID           |
| ------------------ | --------------------- | -------------------------------------------- | ----------------- | ----------------- | ----------------- | -------------------------- | --------------------------- | ---------------------- | --------------------- | --------------------- | --------------------- |
| TG-6               | Schäffäuli            | Neunforn                                     | Thur              | Fliessgewässer    | 148585            | 35,77                      | 47° 35′ 30″ N, 8° 46′ 13″ O | 1992                   | 2003                  |                       | Q108086345            |
| TG-7               | Wuer                  | Frauenfeld, Uesslingen-Buch, Warth-Weiningen | Thur              | Fliessgewässer    | 148589            | 129,88                     | 47° 34′ 40″ N, 8° 51′ 49″ O | 1992                   | 2003, 2007            |                       | Q108086349            |
| TG-8               | Hau-Äuli              | Frauenfeld, Warth-Weiningen                  | Murg, Thur        | Fliessgewässer    | 148588            | 104,04                     | 47° 34′ 48″ N, 8° 53′ 56″ O | 1992                   |                       |                       | Q108086348            |
| TG-9               | Wyden bei Pfyn        | Felben-Wellhausen, Hüttlingen, Pfyn          | Thur              | Fliessgewässer    | 148586            | 108,91                     | 47° 35′ 17″ N, 8° 56′ 16″ O | 1992                   | 2003                  | oder                  | Q108086346            |
| TG-11              | Unteres Ghögg         | Bischofszell                                 | Thur              | Fliessgewässer    | 148592            | 13,55                      | 47° 29′ 21″ N, 9° 13′ 19″ O | 1992                   | 2003                  | oder                  | Q108086352            |
| TG-12              | Ghöggerhütte          | TG: Bischofszell SG: Niederbüren             | Thur              | Fliessgewässer    | 148593            | 19.22 (TG: 16,91 SG: 2,31) | 47° 28′ 59″ N, 9° 12′ 43″ O | 1992                   | 2003                  | oder                  | Q108086353            |
| 6                  | Objekte insgesamt     | Objekte insgesamt                            | Objekte insgesamt | Objekte insgesamt | Objekte insgesamt | 2'314,15                   | ha gesamte Auenfläche       | ha gesamte Auenfläche  | ha gesamte Auenfläche | ha gesamte Auenfläche | ha gesamte Auenfläche |

(Teilliste ändern)

### Liste der Auengebiete im Kanton Uri
| Objekt (Swisstopo) | Gebietsname Lokalität   | Gemeinde(n)                    | Gewässer                                     | Auen-Typ          | CDDA- Sitecode    | Fläche in ha                | Koordinate                  | im Bundesinventar seit | Revision              | Bild oder             | Wikidata-ID           |
| ------------------ | ----------------------- | ------------------------------ | -------------------------------------------- | ----------------- | ----------------- | --------------------------- | --------------------------- | ---------------------- | --------------------- | --------------------- | --------------------- |
| UR-105             | Reussdelta              | Flüelen, Seedorf               | Reuss, Urnersee                              | Delta             | 148633            | 31,63                       | 46° 53′ 39″ N, 8° 36′ 43″ O | 1992                   | 2003                  |                       | Q108204182            |
| UR-107             | Stössi                  | Silenen                        | Chärstelenbach                               | Fliessgewässer    | 148654            | 14,03                       | 46° 46′ 30″ N, 8° 45′ 20″ O | 1992                   | 2003                  |                       | Q108086445            |
| UR-108             | Widen bei Realp         | Hospental, Realp               | Furkareuss                                   | Fliessgewässer    | 148683            | 40,60                       | 46° 36′ 26″ N, 8° 31′ 34″ O | 1992                   | 2003                  |                       | Q108086478            |
| UR-349             | Grosstal                | Isenthal                       | Isitaler Bach                                | Fliessgewässer    | 347647            | 14,18                       | 46° 52′ 40″ N, 8° 30′ 48″ O | 2003                   |                       | oder                  | Q108089308            |
| UR-351             | Unterschächen-Spiringen | Spiringen, Unterschächen       | Schächen                                     | Fliessgewässer    | 347648            | 9,12                        | 46° 52′ 0″ N, 8° 44′ 53″ O  | 2003                   |                       |                       | Q108089309            |
| UR-352             | Alpenrösli-Herrenrüti   | UR: Attinghausen OW: Engelberg | Engelberger Aa                               | Fliessgewässer    | 347649            | 34,99 (UR: 11,55 OW: 23,44) | 46° 47′ 44″ N, 8° 28′ 34″ O | 2003                   |                       |                       | Q108089311            |
| UR-353             | Altboden                | Wassen                         | Gorezmettlenbach                             | Fliessgewässer    | 347650            | 10,83                       | 46° 44′ 59″ N, 8° 30′ 25″ O | 2003                   |                       | oder                  | Q108089312            |
| UR-354             | Gorneren                | Gurtnellen                     | Gornerbach                                   | Fliessgewässer    | 347651            | 14,12                       | 46° 45′ 3″ N, 8° 34′ 40″ O  | 2003                   |                       | oder                  | Q108089313            |
| UR-355             | Stäuberboden            | Silenen                        | Chärstelenbach                               | Fliessgewässer    | 347585            | 9,63                        | 46° 47′ 1″ N, 8° 46′ 58″ O  | 2003                   |                       |                       | Q108089205            |
| UR-356             | Unteralp                | Andermatt                      | Unteralpreuss                                | Fliessgewässer    | 347670            | 14,37                       | 46° 37′ 24″ N, 8° 37′ 58″ O | 2003                   |                       | oder                  | Q108089334            |
| UR-420             | Rüti                    | Unterschächen                  | Vorder Schächen                              | Fliessgewässer    | 555597193         | 7,78                        | 46° 51′ 53″ N, 8° 48′ 9″ O  | 2017                   |                       |                       | Q108204180            |
| UR-1008            | Hüfifirn                | Silenen                        | Hüfifirn                                     | Gletschervorfeld  | 347537            | 184,00                      | 46° 48′ 2″ N, 8° 48′ 52″ O  | 1992                   | 2001, 2017            |                       | Q108089134            |
| UR-1010            | Brunnifirn              | Silenen                        | Brunnifirn                                   | Gletschervorfeld  | 347538            | 246,07                      | 46° 45′ 7″ N, 8° 47′ 46″ O  | 2001                   | 2017                  | oder                  | Q108089136            |
| UR-1218            | Tiefengletscher         | Realp                          | Tiefengletscher                              | Gletschervorfeld  | 347571            | 142,53                      | 46° 36′ 23″ N, 8° 27′ 10″ O | 2001                   | 2017                  | oder                  | Q108089176            |
| UR-1219            | Dammagletscher          | Göschenen                      | Dammagletscher                               | Gletschervorfeld  | 347572            | 237,55                      | 46° 38′ 10″ N, 8° 27′ 16″ O | 2001                   | 2017                  | oder                  | Q108089177            |
| UR-1221            | Chelengletscher         | Göschenen                      | Chelengletscher                              | Gletschervorfeld  | 347573            | 174,21                      | 46° 40′ 17″ N, 8° 25′ 52″ O | 2001                   | 2017                  | oder                  | Q108089178            |
| UR-1228            | Kartigelfirn            | Wassen                         | Kartigelfirn                                 | Gletschervorfeld  | 347583            | 154,66                      | 46° 42′ 17″ N, 8° 31′ 7″ O  | 2001                   | 2017                  | oder                  | Q108089203            |
| UR-1229            | Wallenburfirn           | Göschenen                      | Wallenburfirn, Brunnenfirn, Flachensteinfirn | Gletschervorfeld  | 347575            | 256,10                      | 46° 41′ 48″ N, 8° 28′ 43″ O | 2001                   | 2017                  | oder                  | Q108089180            |
| 18                 | Objekte insgesamt       | Objekte insgesamt              | Objekte insgesamt                            | Objekte insgesamt | Objekte insgesamt | 1'596,4                     | ha gesamte Auenfläche       | ha gesamte Auenfläche  | ha gesamte Auenfläche | ha gesamte Auenfläche | ha gesamte Auenfläche |

(Teilliste ändern)

### Liste der Auengebiete im Kanton Waadt
| Objekt (Swisstopo) | Gebietsname Lokalität                    | Gemeinde(n)                                        | Gewässer                         | Auen-Typ          | CDDA- Sitecode    | Fläche in ha                   | Koordinate                  | im Bundesinventar seit | Revision              | Bild oder             | Wikidata-ID           |
| ------------------ | ---------------------------------------- | -------------------------------------------------- | -------------------------------- | ----------------- | ----------------- | ------------------------------ | --------------------------- | ---------------------- | --------------------- | --------------------- | --------------------- |
| VD-50              | Sagnes de la Burtignière                 | Le Chenit                                          | L'Orbe                           | Fliessgewässer    | 148691            | 94,81                          | 46° 33′ 38″ N, 6° 10′ 2″ O  | 1992                   | 2001                  |                       | Q108086487            |
| VD-52              | Les Iles de Villeneuve                   | VD: Lucens, Valbroye FR: Surpierre                 | La Broye                         | Fliessgewässer    | 148661            | 49,41 (VD: 0,99 FR: 48,42)     | 46° 44′ 19″ N, 6° 52′ 11″ O | 1992                   | 2001                  | oder                  | Q108086453            |
| VD-68              | La Sarine près Château-d’Oex             | Château-d’Oex                                      | La Sarine                        | Fliessgewässer    | 148702            | 34,44                          | 46° 28′ 9″ N, 7° 8′ 38″ O   | 1992                   | 2001                  |                       | Q108086500            |
| VD-118             | Grand Bataillard                         | Chavannes-de-Bogis, Chavannes-des-Bois, Commugny   | La Versoix                       | Fliessgewässer    | 148721            | 59,23                          | 46° 20′ 3″ N, 6° 8′ 27″ O   | 1992                   | 2001                  | oder                  | Q108086532            |
| VD-119             | Embouchure de l’Aubonne                  | Allaman, Buchillon                                 | L'Aubonne                        | Fliessgewässer    | 148703            | 44,16                          | 46° 27′ 52″ N, 6° 23′ 51″ O | 1992                   | 2001                  | oder                  | Q108086514            |
| VD-120             | Les Iles de Bussigny                     | Aclens, Bremblens, Bussigny, Echandens             | La Venoge                        | Fliessgewässer    | 148692            | 27,12                          | 46° 33′ 21″ N, 6° 32′ 1″ O  | 1992                   | 2001                  |                       | Q108086488            |
| VD-121             | La Roujarde                              | Gollion, Penthaz, Vufflens-la-Ville                | La Venoge                        | Fliessgewässer    | 148684            | 18,82                          | 46° 35′ 36″ N, 6° 31′ 47″ O | 1992                   | 2001                  | oder                  | Q108086480            |
| VD-122             | Bois de Vaux                             | Lussery-Villars, Penthalaz                         | La Venoge                        | Fliessgewässer    | 148680            | 16,42                          | 46° 37′ 17″ N, 6° 31′ 16″ O | 1992                   | 2001                  |                       | Q108204184            |
| VD-123             | Les Grangettes                           | Noville                                            | Le Rhône, Grand Canal, Lac Léman | Delta             | 148714            | 356,09                         | 46° 22′ 51″ N, 6° 53′ 23″ O | 1992                   | 2001                  | oder                  | Q108204187            |
| VD-124             | Iles des Clous                           | Yvorne                                             | Le Rhône, Grand Canal            | Fliessgewässer    | 148722            | 38,28                          | 46° 20′ 0″ N, 6° 55′ 37″ O  | 1992                   |                       | oder                  | Q108086533            |
| VD-198             | Les Grèves de Concise                    | Concise                                            | Neuenburgersee                   | Seeufer           | 148638            | 10,18                          | 46° 51′ 14″ N, 6° 43′ 57″ O | 1992                   | 2001, 2017            | oder                  | Q108086416            |
| VD-200             | Les Grèves de Grandson-Bonvillars-Onnens | Bonvillars, Grandson, Onnens                       | Neuenburgersee                   | Seeufer           | 148645            | 58,49                          | 46° 49′ 35″ N, 6° 40′ 53″ O | 1992                   |                       |                       | Q108086423            |
| VD-201             | Les Grèves d’Yverdon-des Tuileries       | Grandson, Montagny-près-Yverdon, Yverdon-les-Bains | Neuenburgersee                   | Seeufer           | 148649            | 34,53                          | 46° 47′ 43″ N, 6° 38′ 10″ O | 1992                   | 2001, 2017            | oder                  | Q108086440            |
| VD-202             | Les Grèves d’Yverdon-Yvonand             | Cheseaux-Noréaz, Yverdon-les-Bains, Yvonand        | Neuenburgersee                   | Seeufer           | 148648            | 219,82                         | 46° 47′ 35″ N, 6° 41′ 36″ O | 1992                   | 2001                  | oder                  | Q108086426            |
| VD-203             | Les Grèves d’Yvonand-Cheyres             | VD: Yvonand FR: Cheyres-Châbles                    | Neuenburgersee                   | Seeufer           | 148647            | 99,94 (VD: 73,96 FR: 25,98)    | 46° 48′ 31″ N, 6° 45′ 39″ O | 1992                   | 2001                  | oder                  | Q108086425            |
| VD-205             | Les Grèves d’Estavayer-le-Lac-Chevroux   | VD: Chevroux FR: Estavayer                         | Neuenburgersee                   | Seeufer           | 148634            | 149.05 (VD: 32,79 FR: 116,26)  | 46° 48′ 31″ N, 6° 45′ 39″ O | 1992                   | 2001                  | oder                  | Q108086410            |
| VD-206             | Les Grèves de Chevroux-Portalban         | VD: Chevroux FR: Delley-Portalban, Gletterens      | Neuenburgersee                   | Seeufer           | 148632            | 273,97 (VD: 134,25 FR: 139,72) | 46° 54′ 21″ N, 6° 55′ 39″ O | 1992                   | 2001                  | oder                  | Q108086409            |
| VD-207             | Les Grèves de Portalban-Cudrefin         | FR: Delley-Portalban VD: Cudrefin, Vully-les-Lacs  | Neuenburgersee                   | Seeufer           | 148627            | 245,50 (VD: 218,50 FR: 27,01)  | 46° 56′ 19″ N, 6° 59′ 7″ O  | 1992                   | 2001                  | oder                  | Q108086403            |
| VD-208             | Les Grèves du Chablais de Cudrefin       | Cudrefin                                           | Neuenburgersee, La Boye          | Seeufer           | 148624            | 153,09                         | 46° 58′ 12″ N, 7° 2′ 14″ O  | 1992                   | 2001                  | oder                  | Q108086400            |
| VD-211             | Les Monod                                | Apples, Ballens, Mollens, Montricher, Pampigny     | Le Veyron                        | Fliessgewässer    | 148687            | 80,31                          | 46° 34′ 35″ N, 6° 23′ 32″ O | 1992                   | 2001                  | oder                  | Q108204185            |
| VD-226             | La Torneresse à l’Etivaz                 | Château-d'Oex                                      | La Torneresse                    | Fliessgewässer    | 148709            | 19,26                          | 46° 25′ 57″ N, 7° 7′ 48″ O  | 1992                   | 2001                  | oder                  | Q108086519            |
| VD-301             | Les Iles de Bogis                        | Bogis-Bossey, Chavannes-de-Bogis                   | La Versoix                       | Fliessgewässer    | 347636            | 18,99                          | 46° 21′ 28″ N, 6° 9′ 48″ O  | 2003                   |                       | oder                  | Q108089292            |
| VD-302             | La Lovataire                             | Aclens, Vufflens-la-Ville                          | La Venoge                        | Fliessgewässer    | 555597160         | 31,09                          | 46° 34′ 3″ N, 6° 31′ 48″ O  | 2017                   |                       | oder                  | Q108204179            |
| VD-303             | Solalex                                  | Bex                                                | L’Avançon d’Anzeindaz            | Fliessgewässer    | 347625            | 10,94                          | 46° 17′ 21″ N, 7° 8′ 25″ O  | 2003                   |                       | oder                  | Q108089248            |
| VD-304             | Embouchure de la Broye                   | Vully-les-Lacs                                     | La Broye, Murtensee              | Delta             | 347624            | 11,91                          | 46° 55′ 16″ N, 7° 1′ 56″ O  | 2003                   |                       | oder                  | Q108089247            |
| VD-305             | Embouchure du Chandon                    | Avenches, Faoug                                    | Le Chandon, Murtensee            | Delta             | 347623            | 15,36                          | 46° 54′ 14″ N, 7° 3′ 25″ O  | 2003                   |                       | oder                  | Q108089246            |
| 26                 | Objekte insgesamt                        | Objekte insgesamt                                  | Objekte insgesamt                | Objekte insgesamt | Objekte insgesamt | 16'927,16                      | ha gesamte Auenfläche       | ha gesamte Auenfläche  | ha gesamte Auenfläche | ha gesamte Auenfläche | ha gesamte Auenfläche |

(Teilliste ändern)

### Liste der Auengebiete im Kanton Wallis
| Objekt (Swisstopo) | Gebietsname Lokalität       | Gemeinde(n)                   | Gewässer                                         | Auen-Typ            | CDDA- Sitecode    | Fläche in ha               | Koordinate                  | im Bundesinventar seit | Revision              | Bild                  | Wikidata-ID           |
| ------------------ | --------------------------- | ----------------------------- | ------------------------------------------------ | ------------------- | ----------------- | -------------------------- | --------------------------- | ---------------------- | --------------------- | --------------------- | --------------------- |
| VS-125             | Source du Trient            | Trient                        | Le Trient                                        | Fliessgewässer      | 148746            | 13,77                      | 46° 1′ 42″ N, 7° 0′ 50″ O   | 1992                   |                       |                       | Q108086560            |
| VS-127             | Lotrey                      | Evolène                       | La Borgne                                        | Fliessgewässer      | 148742            | 31,34                      | 46° 6′ 21″ N, 7° 29′ 49″ O  | 1992                   | 2017                  | Bild                  | Q108086555            |
| VS-128             | Pramousse-Satarma           | Evolène                       | La Borgne d’Arolla                               | Fliessgewässer      | 148745            | 12,21                      | 46° 2′ 38″ N, 7° 29′ 20″ O  | 1992                   |                       | Bild                  | Q108086559            |
| VS-129             | La Borgne en amont d’Arolla | Evolène                       | La Borgne d’Arolla                               | Fliessgewässer      | 148747            | 28,14                      | 46° 0′ 28″ N, 7° 29′ 19″ O  | 1992                   |                       | Bild                  | Q108086561            |
| VS-130             | Salay                       | Evolène                       | La Borgne de Ferpècle                            | Fliessgewässer      | 148743            | 14,13                      | 46° 3′ 54″ N, 7° 32′ 36″ O  | 1992                   |                       | Bild                  | Q108086556            |
| VS-131             | Ferpècle                    | Evolène                       | La Borgne de Ferpècle                            | Fliessgewässer      | 148744            | 17,51                      | 46° 2′ 57″ N, 7° 33′ 19″ O  | 1992                   |                       |                       | Q108086558            |
| VS-132             | Derborence                  | Conthey                       | La Lizerne, Lac de Derborence                    | Fliessgewässer      | 148727            | 32,03                      | 46° 16′ 56″ N, 7° 13′ 5″ O  | 1992                   |                       |                       | Q108086538            |
| VS-133             | Pfynwald                    | Leuk, Salgesch, Sierre, Varen | Rhone                                            | Fliessgewässer      | 148724            | 352,28                     | 46° 18′ 21″ N, 7° 35′ 50″ O | 1992                   | 2017                  | Bild                  | Q108086535            |
| VS-134             | Tännmattu                   | Blatten, Wiler (Lötschen)     | Lonza                                            | Fliessgewässer      | 148711            | 17,78                      | 46° 24′ 29″ N, 7° 47′ 50″ O | 1992                   | 2003                  | Bild                  | Q108086521            |
| VS-135             | Chiemadmatte                | Blatten                       | Lonza                                            | Fliessgewässer      | 148710            | 7,98                       | 46° 25′ 44″ N, 7° 50′ 42″ O | 1992                   |                       | Bild                  | Q108086520            |
| VS-138             | Grund                       | Brig-Glis, Ried-Brig          | Ganterbach, Nesselbach, Saltina, Taferna         | Fliessgewässer      | 148726            | 12,62                      | 46° 17′ 21″ N, 8° 1′ 31″ O  | 1992                   | 2017                  | Bild                  | Q108086537            |
| VS-139             | Bilderne                    | Mörel-Filet, Termen           | Rotten                                           | Fliessgewässer      | 148719            | 13,83                      | 46° 20′ 53″ N, 8° 2′ 7″ O   | 1992                   | 2017                  | Bild                  | Q108086529            |
| VS-140             | Zeiterbode                  | Goms                          | Rotten                                           | Fliesgewässer       | 148707            | 14,97                      | 46° 27′ 1″ N, 8° 12′ 56″ O  | 1992                   |                       | Bild                  | Q108086517            |
| VS-141             | Matte                       | Goms                          | Rotten                                           | Fliessgewässer      | 148706            | 9,87                       | 46° 27′ 46″ N, 8° 14′ 25″ O | 1992                   |                       | Bild                  | Q108204186            |
| VS-142             | Sand                        | Obergoms                      | Goneri, Lengesbach, Rotten                       | Fliessgewässer      | 148693            | 39,64                      | 46° 32′ 26″ N, 8° 21′ 32″ O | 1992                   | 2003                  | Bild                  | Q108086489            |
| VS-330             | Jegisand                    | Raron                         | bietschbach                                      | Fliessgewässer      | 555597168         | 15,45                      | 46° 21′ 25″ N, 7° 50′ 5″ O  | 2017                   |                       | Bild                  | Q108086286            |
| VS-331             | Schweif                     | Obergoms                      | Gerewasser                                       | Fliessgewässer      | 555597169         | 20,14                      | 46° 31′ 13″ N, 8° 24′ 16″ O | 2017                   |                       | Bild                  | Q108086300            |
| VS-332             | Prayon                      | Orsières                      | La Dranse de Ferret                              | Fliessgewässer      | 555597170         | 27,79                      | 45° 57′ 0″ N, 7° 6′ 6″ O    | 2017                   |                       | Bild                  | Q108086301            |
| VS-333             | Praz de Fort                | Orsières                      | La Dranse de Ferret                              | Fliessgewässer      | 555597171         | 25,14                      | 45° 58′ 35″ N, 7° 7′ 4″ O   | 2017                   |                       | Bild                  | Q108086303            |
| VS-334             | Plat de la Lé               | Anniviers                     | La Navisence                                     | Fliessgewässer      | 555597172         | 30,85                      | 46° 7′ 2″ N, 7° 37′ 50″ O   | 2017                   |                       | Bild                  | Q108086304            |
| VS-335             | Täschalpen                  | Täsch                         | Mellichbach, Täschbach                           | Fliessgewässer      | 555597173         | 21,02                      | 46° 2′ 50″ N, 7° 49′ 22″ O  | 2017                   |                       | Bild                  | Q108086305            |
| VS-1038            | Glacier de Zinal            | Anniviers                     | Glacier de Zinal                                 | Gletschervorfeld    | 347533            | 186,09                     | 46° 5′ 12″ N, 7° 38′ 11″ O  | 2001                   | 2017                  | Bild                  | Q108089130            |
| VS-1085            | Ofental-Gletscher           | Saas-Almagell                 | Ofental-Gletscher                                | Gletschervorfeld    | 347600            | 78,41                      | 46° 1′ 14″ N, 7° 59′ 58″ O  | 2001                   | 2017                  | Bild                  | Q108089220            |
| VS-1115            | Langgletscher/Jegigletscher | Blatten                       | Langgletscher                                    | Gletschervorfeld    | 347559            | 334,68                     | 46° 27′ 24″ N, 7° 54′ 7″ O  | 1992                   | 2001, 2017            | Bild                  | Q108089161            |
| VS-1118            | Üssre Baltschiedergletscher | Baltschieder                  | Üssre und Innre Baltschiedergletscher            | Gletschervorfeld    | 347586            | 308,53                     | 46° 23′ 26″ N, 7° 53′ 11″ O | 2001                   | 2017                  | Bild                  | Q108089206            |
| VS-1129            | Wildstrubelgletscher        | Leukerbad                     | Wildstrubelgletscher, Lämmerengletsche           | Gletschervorfeld    | 347588            | 282,45                     | 46° 23′ 58″ N, 7° 34′ 25″ O | 2001                   | 2017                  |                       | Q108089208            |
| VS-1147            | Triftgletscher VS           | Zermatt                       | Triftgletscher, Gabelhorngletscher               | Gletschervorfeld    | 347601            | 164,77                     | 46° 2′ 17″ N, 7° 42′ 17″ O  | 2001                   |                       | Bild                  | Q108089221            |
| VS-1148            | Hohlichtgletscher           | Randa, Täsch                  | Hohlichtgletscher                                | Gletschervorfeld    | 347592            | 191,70                     | 46° 4′ 11″ N, 7° 43′ 58″ O  | 2001                   | 2017                  | Bild                  | Q108089212            |
| VS-1154            | Feegletscher N              | Saas-Fee                      | Feegletscher N                                   | Gletschervorfeld    | 347584            | 93,46                      | 46° 5′ 55″ N, 7° 54′ 30″ O  | 2001                   | 2017                  | Bild                  | Q108089204            |
| VS-1160            | Abberggletscher             | St. Niklaus                   | Abberggletscher, Schölligletscher                | Gletschervorfeld    | 347594            | 113,65                     | 46° 8′ 27″ N, 7° 45′ 2″ O   | 2001                   | 2017                  | Bild                  | Q108089214            |
| VS-1161            | Glacier de Valsorey         | Bourg-Saint-Pierre            | Glacier de Valsorey, Glacier de Tseudet          | Gletschervorfeld    | 347595            | 154,93                     | 45° 55′ 2″ N, 7° 15′ 34″ O  | 2001                   | 2017                  | Bild                  | Q108089215            |
| VS-1163            | Glacier d’Otemma            | Bagnes                        | Gl. d’Otemma, Gl. de Crête Sèche, Gl. d’Epicoune | Gletschervorfeld    | 347596            | 671,54                     | 45° 55′ 25″ N, 7° 24′ 33″ O | 2001                   | 2017                  | Bild                  | Q108089216            |
| VS-1165            | Glacier du Brenay           | Bagnes                        | Glacier du Brenay                                | Gletschervorfeld    | 347597            | 219,34                     | 45° 57′ 17″ N, 7° 23′ 11″ O | 1992                   | 2001, 2017            | Bild                  | Q108089217            |
| VS-1167            | Glacier du Petit Combin     | Bagnes                        | Glacier du Petit Combin                          | Gletschervorfeld    | 347598            | 172,82                     | 46° 0′ 10″ N, 7° 15′ 30″ O  | 2001                   | 2017                  | Bild                  | Q108089218            |
| VS-1168            | Glacier de Corbassière      | Bagnes                        | Glacier de Corbassière                           | Gletschervorfeld    | 347599            | 260,51                     | 46° 0′ 34″ N, 7° 17′ 46″ O  | 2001                   | 2017                  | Bild                  | Q108089219            |
| VS-1170            | Glacier de Cheilon          | Hérémence                     | Glacier de Cheilon                               | Gletschervorfeld    | 347576            | 148,16                     | 46° 1′ 21″ N, 7° 25′ 16″ O  | 2001                   | 2017                  | Bild                  | Q108089181            |
| VS-1175            | Grand Désert                | Hérémence, Nendaz             | Grand Désert                                     | Gletschervorfeld    | 347593            | 209,76                     | 46° 4′ 48″ N, 7° 20′ 37″ O  | 2001                   | 2017                  | Bild                  | Q108089213            |
| VS-1182            | Glacier de l’A Neuve        | Orsières                      | Glacier de l’A Neuve                             | Gletschervorfeld    | 555597198         | 217,80                     | 45° 56′ 25″ N, 7° 4′ 32″ O  | 2017                   |                       | Bild gesucht BW       | Q108086333            |
| VS-1203            | Glacier de Tsanfleuron      | Conthey, Savièse              | Glacier de Tsanfleuron                           | Gletschervorfeld    | 555597199         | 421,52                     | 46° 19′ 39″ N, 7° 15′ 32″ O | 1992                   | rev                   |                       | Q108086334            |
| VS-1215            | Rhonegletscher              | Obergoms                      | Rhonegletscher                                   | Gletschervorfeld    | 347569            | 317,25                     | 46° 34′ 37″ N, 8° 22′ 42″ O | 1992                   | 2001, 2017            |                       | Q108089173            |
| BE/VS-1354         | Spittelmatte                | VS: Leukerbad BE: Kandersteg  | Schwarzbach                                      | Alpine Schwemmebene | 347771            | 31,32 (VS: 2,51 BE: 28,81) | 46° 26′ 38″ N, 7° 38′ 29″ O | 2001                   |                       |                       | Q108205027            |
| 41                 | Objekte insgesamt           | Objekte insgesamt             | Objekte insgesamt                                | Objekte insgesamt   | Objekte insgesamt | 5'421,4                    | ha gesamte Auenfläche       | ha gesamte Auenfläche  | ha gesamte Auenfläche | ha gesamte Auenfläche | ha gesamte Auenfläche |

(Teilliste ändern)

### Liste der Auengebiete im Kanton Zug
| Objekt (Swisstopo) | Gebietsname Lokalität   | Gemeinde(n)                                         | Gewässer          | Auen-Typ          | CDDA- Sitecode    | Fläche in ha                          | Koordinate                  | im Bundesinventar seit | Revision              | Bild                  | Wikidata-ID           |
| ------------------ | ----------------------- | --------------------------------------------------- | ----------------- | ----------------- | ----------------- | ------------------------------------- | --------------------------- | ---------------------- | --------------------- | --------------------- | --------------------- |
| AG/ZG/ZH-95        | Ober Schachen-Rüssspitz | ZG: Hünenberg AG: Merenschwand, Mühlau ZH: Obfelden | Reuss             | Fliessgewässer    | 148607            | 70,93 (ZG: 14,90 AG: 38,30 ZH: 17,73) | 47° 15′ 6″ N, 8° 24′ 25″ O  | 1992                   |                       |                       | Q108086381            |
| ZG-97              | Frauental               | Cham                                                | Lorze             | Fliessgewässer    | 148609            | 20,55                                 | 47° 12′ 33″ N, 8° 25′ 34″ O | 1992                   | 2003                  |                       | Q108086383            |
| SZ/ZG-110          | Biber im Ägeriried      | ZG: Oberägeri SZ: Einsiedeln, Rothenthurm           | Biber             | Fliessgewässer    | 148613            | 32,21 (ZG: 17,39 SZ: 14,82)           | 47° 7′ 46″ N, 8° 40′ 55″ O  | 1992                   |                       |                       | Q108086388            |
| ZG-444             | Hünenberg Reussweiden   | Hünenberg                                           | Reuss             | Fliessgewässer    | 555597197         | 21,41                                 | 47° 12′ 22″ N, 8° 24′ 9″ O  | 2017                   |                       | Bild                  |                       |
| 4                  | Objekte insgesamt       | Objekte insgesamt                                   | Objekte insgesamt | Objekte insgesamt | Objekte insgesamt | 145,1                                 | ha gesamte Auenfläche       | ha gesamte Auenfläche  | ha gesamte Auenfläche | ha gesamte Auenfläche | ha gesamte Auenfläche |

(Teilliste ändern)

### Liste der Auengebiete im Kanton Zürich
| Objekt (Swisstopo) | Gebietsname Lokalität   | Gemeinde(n)                                                                                           | Gewässer          | Auen-Typ          | CDDA- Sitecode    | Fläche in ha                          | Koordinate                  | im Bundesinventar seit | Revision              | Bild                                               | Wikidata-ID           |
| ------------------ | ----------------------- | --- | ----------------- | ----------------- | ----------------- | ------------------------------------- | --------------------------- | ---------------------- | --------------------- | -------------------------------------------------- | --------------------- |
| SH/ZH-05           | Eggrank-Thurspitz       | ZH: Andelfingen, Flaach, Kleinandelfingen, Marthalen SH: Buchberg, Rüdlingen                          | Thur, Rhein       | Fliessgewässer    | 148583            | 433,31 (ZH: 385,65 SH: 47,66)         | 47° 35′ 22″ N, 8° 36′ 50″ O | 1992                   |                       |                                                    | Q108086343            |
| AG/ZH-92           | Still Rüss-Rickenbach   | ZH: Obfelden, Ottenbach AG: Aristau, Jonen, Merenschwand, Oberlunkhofen, Rottenschwil, Unterlunkhofen | Reuss             | Fliessgewässer    | 148606            | 207,52 (ZH: 35,28 AG: 172,24)         | 47° 17′ 30″ N, 8° 23′ 8″ O  | 1992                   | 2003                  | Naturschutzgebiet Giriz Rottenschwil               | Q108086380            |
| AG/ZG/ZH-95        | Ober Schachen-Rüssspitz | ZH: Obfelden ZG: Hünenberg AG:Merenschwand, Mühlau                                                    | Reuss             | Fliessgewässer    | 148607            | 70,93 (ZH: 17,73 ZG: 14,90 AG: 38,30) | 47° 15′ 6″ N, 8° 24′ 25″ O  | 1992                   | 2003                  | Rüssspitz                                          | Q108086381            |
| ZH-343             | Freienstein-Tössegg     | Eglisau, Freienstein-Teufen, Rorbas                                                                   | Töss              | Fliessgewässer    | 347653            | 22,52                                 | 47° 32′ 41″ N, 8° 33′ 45″ O | 2003                   | 2017                  | Tösegg                                             | Q108089315            |
| ZH-344             | Dättlikon-Freienstein   | Dättlikon, Embrach, Freienstein-Teufen, Rorbas                                                        | Töss              | Fliessgewässer    | 347645            | 26,76                                 | 47° 31′ 32″ N, 8° 35′ 58″ O | 2003                   |                       |                                                    | Q108089306            |
| ZH-345             | Oberglatt               | Oberglatt, Rümlang                                                                                    | Glatt             | Fliessgewässer    | 347637            | 117,18                                | 47° 28′ 1″ N, 8° 32′ 1″ O   | 2003                   |                       | Altläufe Glatt, Naturschutzgebiet in Oberglatt     | Q108089293            |
| ZH-429             | Klarenwiesen            | Bülach, Hochfelden                                                                                    | Glatt             | Fliessgewässer    | 555597196         | 17,15                                 | 47° 32′ 9″ N, 8° 31′ 13″ O  | 2017                   |                       | Naturschutzgebiet Klarenwiesen (Glatt, Hochfelden) | Q108086330            |
| 7                  | Objekte insgesamt       | Objekte insgesamt                                                                                     | Objekte insgesamt | Objekte insgesamt | Objekte insgesamt | 895,37                                | ha gesamte Auenfläche       | ha gesamte Auenfläche  | ha gesamte Auenfläche | ha gesamte Auenfläche                              | ha gesamte Auenfläche |

(Teilliste ändern)
Flächenanteile der Gesamtbiotopflächen von nationaler Bedeutung in der Schweiz
Die Biotope von nationaler Bedeutung sind in fünf Inventaren erfasst: das der Hoch- (und Übergangs)moore, der Flachmoore, der Auen, der Amphibienlaichgebiete (IANB = Inverntar der Amphibienlaichgebiete von nationaler Bedeutung) und der Trockenwiesen/-weiden (TWW). Sie bedecken (Stand 2023) insgesamt eine Fläche von 93'608 ha. Das sind 2,27 % der Landesfläche. Dies entspricht weniger als einem Drittel der Siedlungsfläche in der Schweiz. Die jeweilige Flächenanteile an der Gesamtbiotopfläche für die Flachmoore, Auen, Amphibienlaichgebiete und Trockenwiesen/-weiden (TWW) sind ähnlich gross, viel kleiner ist der Flächenanteil der Hochmoore. Von der Gesamtbiotopfläche fallen 2 % auf die Hochmoore, 22 % auf die Flachmoore, 27 % auf die Auen, 21 % auf die Amphibienlaichgebiete und 28 % auf die Trockenwiesen/-weiden.
Typisch für Auengebiete ist das Zusammenspiel mit Gewässern. Diese Gebiete müssen ständig, periodisch oder episodisch überflutet werden, damit sich neue Lebensräume bilden können. Auch Laichgebiete für Amphibien und Flachmoorvegetation sind Teil dieser Lebensräume. 17 % der Auenflächen werden von Amphibienlaichgebieten eingenommen und 5 % der Auenflächen von Flachmooren.
Die Abkürzung IANB steht für Inventar der Amphibienlaichgebiete von nationaler Bedeutung.